# Lista de asteroides (241001-242000)
Esta é uma lista parcial de asteroides, do asteroide número 241001 até o 242000, inclusive. Veja também o índice com todas as listas disponíveis.

| Objeto Próximos à Terra | Cinturão de asteroides (interno) | Cinturão de asteroides (externo) | Centauro       |
| Cruzador de Marte       | Cinturão de asteroides (meio)    | Troianos de Júpiter              | Transnetuniano |

Veja mais dados de cada asteroide na ligação externa para o Minor Planet Center na última coluna.
Índice: 241001... 241101... 241201... 241301... 241401... 241501... 241601... 241701... 241801... 241901... 

## 241001–241100
| Designação   | Designação | Descoberta  | Descoberta        | Descobridor(es)     | Categoria | Mais informações / Referência |
| Permanente   | Provisória | Data        | Local             | Descobridor(es)     | Categoria | Mais informações / Referência |
| ------------ | ---------- | ----------- | ----------------- | ------------------- | --------- | ----------------------------- |
| 241001       | 2006 KF86  | 23 mai 2006 | Anderson Mesa     | LONEOS              | —         | MPC                           |
| 241002       | 2006 KE92  | 25 mai 2006 | Kitt Peak         | Spacewatch          | —         | MPC                           |
| 241003       | 2006 KA119 | 30 mai 2006 | Kitt Peak         | Spacewatch          | —         | MPC                           |
| 241004       | 2006 KR121 | 28 mai 2006 | Catalina          | CSS                 | —         | MPC                           |
| 241005       | 2006 LE5   | 4 jun 2006  | Mount Lemmon      | Mount Lemmon Survey | —         | MPC                           |
| 241006       | 2006 LV7   | 14 jun 2006 | Siding Spring     | SSS                 | Pallas    | MPC                           |
| 241007       | 2006 MP2   | 16 jun 2006 | Kitt Peak         | Spacewatch          | —         | MPC                           |
| 241008       | 2006 MQ5   | 17 jun 2006 | Kitt Peak         | Spacewatch          | —         | MPC                           |
| 241009       | 2006 MJ12  | 16 jun 2006 | Kitt Peak         | Spacewatch          | —         | MPC                           |
| 241010       | 2006 MK12  | 16 jun 2006 | Palomar           | NEAT                | —         | MPC                           |
| 241011       | 2006 OP11  | 20 jul 2006 | Lulin Observatory | LUSS                | —         | MPC                           |
| 241012       | 2006 OQ14  | 24 jul 2006 | Bergisch Gladbach | W. Bickel           | —         | MPC                           |
| 241013       | 2006 PW13  | 14 ago 2006 | Siding Spring     | SSS                 | —         | MPC                           |
| 241014       | 2006 PS34  | 11 ago 2006 | Palomar           | NEAT                | —         | MPC                           |
| 241015       | 2006 PH36  | 12 ago 2006 | Palomar           | NEAT                | —         | MPC                           |
| 241016       | 2006 PY43  | 14 ago 2006 | Siding Spring     | SSS                 | —         | MPC                           |
| 241017       | 2006 QN9   | 19 ago 2006 | Palomar           | NEAT                | —         | MPC                           |
| 241018       | 2006 QJ13  | 16 ago 2006 | Siding Spring     | SSS                 | —         | MPC                           |
| 241019       | 2006 QS29  | 17 ago 2006 | Palomar           | NEAT                | —         | MPC                           |
| 241020       | 2006 QC30  | 19 ago 2006 | Palomar           | NEAT                | —         | MPC                           |
| 241021       | 2006 QP30  | 21 ago 2006 | Palomar           | NEAT                | —         | MPC                           |
| 241022       | 2006 QL31  | 22 ago 2006 | Pla D'Arguines    | R. Ferrando         | —         | MPC                           |
| 241023       | 2006 QA36  | 19 ago 2006 | Palomar           | NEAT                | —         | MPC                           |
| 241024       | 2006 QW46  | 20 ago 2006 | Palomar           | NEAT                | —         | MPC                           |
| 241025       | 2006 QF47  | 20 ago 2006 | Palomar           | NEAT                | —         | MPC                           |
| 241026       | 2006 QR63  | 24 ago 2006 | Palomar           | NEAT                | —         | MPC                           |
| 241027       | 2006 QJ69  | 21 ago 2006 | Kitt Peak         | Spacewatch          | —         | MPC                           |
| 241028       | 2006 QV79  | 24 ago 2006 | Socorro           | LINEAR              | —         | MPC                           |
| 241029       | 2006 QY88  | 27 ago 2006 | Kitt Peak         | Spacewatch          | Ursula    | MPC                           |
| 241030       | 2006 QA91  | 16 ago 2006 | Palomar           | NEAT                | —         | MPC                           |
| 241031       | 2006 QD94  | 16 ago 2006 | Palomar           | NEAT                | —         | MPC                           |
| 241032       | 2006 QE99  | 23 ago 2006 | Palomar           | NEAT                | —         | MPC                           |
| 241033       | 2006 QB109 | 28 ago 2006 | Kitt Peak         | Spacewatch          | —         | MPC                           |
| 241034       | 2006 QQ127 | 17 ago 2006 | Palomar           | NEAT                | Eos       | MPC                           |
| 241035       | 2006 QV128 | 17 ago 2006 | Palomar           | NEAT                | —         | MPC                           |
| 241036       | 2006 QV132 | 23 ago 2006 | Socorro           | LINEAR              | —         | MPC                           |
| 241037       | 2006 QG142 | 18 ago 2006 | Palomar           | NEAT                | —         | MPC                           |
| 241038       | 2006 QO155 | 18 ago 2006 | Palomar           | NEAT                | Phocaea   | MPC                           |
| 241039       | 2006 QB159 | 19 ago 2006 | Kitt Peak         | Spacewatch          | —         | MPC                           |
| 241040       | 2006 QA183 | 19 ago 2006 | Kitt Peak         | Spacewatch          | —         | MPC                           |
| 241041       | 2006 RP5   | 14 set 2006 | Catalina          | CSS                 | Brangane  | MPC                           |
| 241042       | 2006 RQ16  | 14 set 2006 | Catalina          | CSS                 | —         | MPC                           |
| 241043       | 2006 RQ30  | 15 set 2006 | Socorro           | LINEAR              | —         | MPC                           |
| 241044       | 2006 RW36  | 12 set 2006 | Catalina          | CSS                 | —         | MPC                           |
| 241045       | 2006 RX40  | 14 set 2006 | Kitt Peak         | Spacewatch          | —         | MPC                           |
| 241046       | 2006 RD76  | 15 set 2006 | Kitt Peak         | Spacewatch          | —         | MPC                           |
| 241047       | 2006 RJ81  | 15 set 2006 | Kitt Peak         | Spacewatch          | —         | MPC                           |
| 241048       | 2006 RL86  | 15 set 2006 | Kitt Peak         | Spacewatch          | Themis    | MPC                           |
| 241049       | 2006 RW90  | 15 set 2006 | Kitt Peak         | Spacewatch          | —         | MPC                           |
| 241050       | 2006 RU104 | 14 set 2006 | Kitt Peak         | Spacewatch          | —         | MPC                           |
| 241051       | 2006 SE5   | 16 set 2006 | Palomar           | NEAT                | Ursula    | MPC                           |
| 241052       | 2006 SN22  | 17 set 2006 | Anderson Mesa     | LONEOS              | —         | MPC                           |
| 241053       | 2006 SV54  | 18 set 2006 | Catalina          | CSS                 | —         | MPC                           |
| 241054       | 2006 SH75  | 19 set 2006 | Kitt Peak         | Spacewatch          | —         | MPC                           |
| 241055       | 2006 SC82  | 18 set 2006 | Kitt Peak         | Spacewatch          | —         | MPC                           |
| 241056       | 2006 SJ108 | 19 set 2006 | Catalina          | CSS                 | —         | MPC                           |
| 241057       | 2006 SO116 | 24 set 2006 | Kitt Peak         | Spacewatch          | —         | MPC                           |
| 241058       | 2006 SU125 | 20 set 2006 | Palomar           | NEAT                | —         | MPC                           |
| 241059       | 2006 SD136 | 20 set 2006 | Catalina          | CSS                 | —         | MPC                           |
| 241060       | 2006 SM141 | 25 set 2006 | Anderson Mesa     | LONEOS              | —         | MPC                           |
| 241061       | 2006 SD177 | 25 set 2006 | Kitt Peak         | Spacewatch          | —         | MPC                           |
| 241062       | 2006 SY188 | 26 set 2006 | Kitt Peak         | Spacewatch          | —         | MPC                           |
| 241063       | 2006 SL215 | 27 set 2006 | Kitt Peak         | Spacewatch          | Ursula    | MPC                           |
| 241064       | 2006 SD217 | 28 set 2006 | Kitt Peak         | Spacewatch          | —         | MPC                           |
| 241065       | 2006 SL217 | 28 set 2006 | Kitt Peak         | Spacewatch          | —         | MPC                           |
| 241066       | 2006 SP218 | 29 set 2006 | Mayhill           | A. Lowe             | —         | MPC                           |
| 241067       | 2006 SG312 | 27 set 2006 | Kitt Peak         | Spacewatch          | —         | MPC                           |
| 241068       | 2006 SV351 | 30 set 2006 | Catalina          | CSS                 | —         | MPC                           |
| 241069       | 2006 SE373 | 16 set 2006 | Apache Point      | A. C. Becker        | —         | MPC                           |
| 241070       | 2006 SZ390 | 17 set 2006 | Kitt Peak         | Spacewatch          | —         | MPC                           |
| 241071       | 2006 SF392 | 25 set 2006 | Kitt Peak         | Spacewatch          | —         | MPC                           |
| 241072       | 2006 TV12  | 10 out 2006 | Palomar           | NEAT                | —         | MPC                           |
| 241073       | 2006 TB39  | 12 out 2006 | Kitt Peak         | Spacewatch          | —         | MPC                           |
| 241074       | 2006 TG45  | 12 out 2006 | Kitt Peak         | Spacewatch          | —         | MPC                           |
| 241075       | 2006 TT55  | 12 out 2006 | Palomar           | NEAT                | —         | MPC                           |
| 241076       | 2006 TG62  | 9 out 2006  | Palomar           | NEAT                | —         | MPC                           |
| 241077       | 2006 TJ69  | 11 out 2006 | Palomar           | NEAT                | —         | MPC                           |
| 241078       | 2006 TB116 | 2 out 2006  | Apache Point      | A. C. Becker        | Ursula    | MPC                           |
| 241079       | 2006 UN3   | 16 out 2006 | Catalina          | CSS                 | —         | MPC                           |
| 241080       | 2006 UF18  | 16 out 2006 | Catalina          | CSS                 | —         | MPC                           |
| 241081       | 2006 UF30  | 16 out 2006 | Kitt Peak         | Spacewatch          | —         | MPC                           |
| 241082       | 2006 US39  | 16 out 2006 | Kitt Peak         | Spacewatch          | —         | MPC                           |
| 241083       | 2006 UJ55  | 17 out 2006 | Kitt Peak         | Spacewatch          | —         | MPC                           |
| 241084       | 2006 UZ182 | 16 out 2006 | Catalina          | CSS                 | —         | MPC                           |
| 241085       | 2006 UR195 | 20 out 2006 | Mount Lemmon      | Mount Lemmon Survey | —         | MPC                           |
| 241086       | 2006 UV222 | 17 out 2006 | Catalina          | CSS                 | —         | MPC                           |
| 241087       | 2006 UL239 | 23 out 2006 | Kitt Peak         | Spacewatch          | —         | MPC                           |
| 241088       | 2006 UO254 | 27 out 2006 | Mount Lemmon      | Mount Lemmon Survey | —         | MPC                           |
| 241089       | 2006 UE265 | 27 out 2006 | Catalina          | CSS                 | —         | MPC                           |
| 241090 Nemet | 2006 UK290 | 23 out 2006 | Mauna Kea         | D. D. Balam         | —         | MPC                           |
| 241091       | 2006 UO296 | 19 out 2006 | Kitt Peak         | M. W. Buie          | —         | MPC                           |
| 241092       | 2006 VR2   | 5 nov 2006  | Palomar           | NEAT                | —         | MPC                           |
| 241093       | 2006 VV57  | 11 nov 2006 | Kitt Peak         | Spacewatch          | Pallas    | MPC                           |
| 241094       | 2006 WO51  | 16 nov 2006 | Kitt Peak         | Spacewatch          | —         | MPC                           |
| 241095       | 2007 CT29  | 6 fev 2007  | Mount Lemmon      | Mount Lemmon Survey | —         | MPC                           |
| 241096       | 2007 DD104 | 25 fev 2007 | Catalina          | CSS                 | Juno      | MPC                           |
| 241097       | 2007 DU112 | 23 fev 2007 | Kitt Peak         | Spacewatch          | —         | MPC                           |
| 241098       | 2007 GW    | 7 abr 2007  | Catalina          | CSS                 | —         | MPC                           |
| 241099       | 2007 GH2   | 6 abr 2007  | Antares           | ARO                 | —         | MPC                           |
| 241100       | 2007 GL29  | 11 abr 2007 | Catalina          | CSS                 | Juno      | MPC                           |

## 241101–241200
| Designação       | Designação | Descoberta  | Descoberta        | Descobridor(es)     | Categoria | Mais informações / Referência |
| Permanente       | Provisória | Data        | Local             | Descobridor(es)     | Categoria | Mais informações / Referência |
| ---------------- | ---------- | ----------- | ----------------- | ------------------- | --------- | ----------------------------- |
| 241101           | 2007 GD50  | 15 abr 2007 | Catalina          | CSS                 | —         | MPC                           |
| 241102           | 2007 HO    | 17 abr 2007 | Siding Spring     | SSS                 | Juno      | MPC                           |
| 241103           | 2007 HM36  | 19 abr 2007 | Kitt Peak         | Spacewatch          | —         | MPC                           |
| 241104           | 2007 JG12  | 7 mai 2007  | Kitt Peak         | Spacewatch          | Koronis   | MPC                           |
| 241105           | 2007 JR15  | 10 mai 2007 | Mount Lemmon      | Mount Lemmon Survey | —         | MPC                           |
| 241106           | 2007 KL8   | 20 mai 2007 | Catalina          | CSS                 | —         | MPC                           |
| 241107           | 2007 LQ14  | 10 jun 2007 | Kitt Peak         | Spacewatch          | —         | MPC                           |
| 241108           | 2007 LO17  | 10 jun 2007 | Kitt Peak         | Spacewatch          | —         | MPC                           |
| 241109           | 2007 MB10  | 21 jun 2007 | Anderson Mesa     | LONEOS              | —         | MPC                           |
| 241110           | 2007 NR1   | 12 jul 2007 | La Sagra          | Mallorca Obs.       | —         | MPC                           |
| 241111           | 2007 NM7   | 15 jul 2007 | Siding Spring     | SSS                 | —         | MPC                           |
| 241112           | 2007 OF2   | 16 jul 2007 | Socorro           | LINEAR              | —         | MPC                           |
| 241113 Zhongda   | 2007 OU4   | 21 jul 2007 | Lulin Observatory | Q.-z. Ye, H.-C. Lin | —         | MPC                           |
| 241114           | 2007 OZ6   | 22 jul 2007 | Lulin             | LUSS                | —         | MPC                           |
| 241115           | 2007 PC2   | 7 ago 2007  | Eskridge          | G. Hug              | —         | MPC                           |
| 241116           | 2007 PB6   | 8 ago 2007  | Socorro           | LINEAR              | —         | MPC                           |
| 241117           | 2007 PC7   | 5 ago 2007  | Socorro           | LINEAR              | —         | MPC                           |
| 241118           | 2007 PY14  | 8 ago 2007  | Socorro           | LINEAR              | —         | MPC                           |
| 241119           | 2007 PB15  | 8 ago 2007  | Socorro           | LINEAR              | —         | MPC                           |
| 241120           | 2007 PX17  | 9 ago 2007  | Socorro           | LINEAR              | Mitidika  | MPC                           |
| 241121           | 2007 PC20  | 9 ago 2007  | Socorro           | LINEAR              | —         | MPC                           |
| 241122           | 2007 PU22  | 11 ago 2007 | Socorro           | LINEAR              | —         | MPC                           |
| 241123           | 2007 PV28  | 12 ago 2007 | Socorro           | LINEAR              | —         | MPC                           |
| 241124           | 2007 PO29  | 12 ago 2007 | Great Shefford    | P. Birtwhistle      | —         | MPC                           |
| 241125           | 2007 PL30  | 11 ago 2007 | Socorro           | LINEAR              | —         | MPC                           |
| 241126           | 2007 PG31  | 5 ago 2007  | Socorro           | LINEAR              | —         | MPC                           |
| 241127           | 2007 PQ31  | 8 ago 2007  | Socorro           | LINEAR              | Mitidika  | MPC                           |
| 241128           | 2007 PK35  | 9 ago 2007  | Socorro           | LINEAR              | —         | MPC                           |
| 241129           | 2007 PL35  | 9 ago 2007  | Socorro           | LINEAR              | —         | MPC                           |
| 241130           | 2007 PG39  | 15 ago 2007 | La Sagra          | Mallorca Obs.       | —         | MPC                           |
| 241131           | 2007 PG40  | 12 ago 2007 | Socorro           | LINEAR              | —         | MPC                           |
| 241132           | 2007 PN43  | 11 ago 2007 | Socorro           | LINEAR              | —         | MPC                           |
| 241133           | 2007 PF48  | 13 ago 2007 | Siding Spring     | SSS                 | —         | MPC                           |
| 241134           | 2007 QE6   | 21 ago 2007 | Anderson Mesa     | LONEOS              | —         | MPC                           |
| 241135           | 2007 QO7   | 21 ago 2007 | Anderson Mesa     | LONEOS              | —         | MPC                           |
| 241136 Sandstede | 2007 QY11  | 25 ago 2007 | Taunus            | S. Karge, R. Kling  | —         | MPC                           |
| 241137           | 2007 QQ13  | 24 ago 2007 | Kitt Peak         | Spacewatch          | —         | MPC                           |
| 241138           | 2007 QG14  | 16 ago 2007 | Purple Mountain   | PMO NEO             | —         | MPC                           |
| 241139           | 2007 QF15  | 23 ago 2007 | Kitt Peak         | Spacewatch          | —         | MPC                           |
| 241140           | 2007 QA17  | 17 ago 2007 | Socorro           | LINEAR              | —         | MPC                           |
| 241141           | 2007 RX5   | 5 set 2007  | Dauban            | Chante-Perdrix Obs. | —         | MPC                           |
| 241142           | 2007 RA7   | 6 set 2007  | Dauban            | Chante-Perdrix Obs. | —         | MPC                           |
| 241143           | 2007 RA15  | 11 set 2007 | Dauban            | Chante-Perdrix Obs. | —         | MPC                           |
| 241144           | 2007 RH19  | 3 set 2007  | Catalina          | CSS                 | —         | MPC                           |
| 241145           | 2007 RR21  | 3 set 2007  | Catalina          | CSS                 | —         | MPC                           |
| 241146           | 2007 RJ23  | 3 set 2007  | Catalina          | CSS                 | —         | MPC                           |
| 241147           | 2007 RM24  | 3 set 2007  | Catalina          | CSS                 | —         | MPC                           |
| 241148           | 2007 RP32  | 5 set 2007  | Catalina          | CSS                 | —         | MPC                           |
| 241149           | 2007 RR33  | 5 set 2007  | Catalina          | CSS                 | —         | MPC                           |
| 241150           | 2007 RS37  | 8 set 2007  | Anderson Mesa     | LONEOS              | —         | MPC                           |
| 241151           | 2007 RT37  | 8 set 2007  | Anderson Mesa     | LONEOS              | —         | MPC                           |
| 241152           | 2007 RJ38  | 8 set 2007  | Anderson Mesa     | LONEOS              | —         | MPC                           |
| 241153           | 2007 RQ39  | 8 set 2007  | La Cañada         | J. Lacruz           | —         | MPC                           |
| 241154           | 2007 RQ48  | 9 set 2007  | Mount Lemmon      | Mount Lemmon Survey | —         | MPC                           |
| 241155           | 2007 RN56  | 9 set 2007  | Anderson Mesa     | LONEOS              | —         | MPC                           |
| 241156           | 2007 RJ73  | 10 set 2007 | Mount Lemmon      | Mount Lemmon Survey | Themis    | MPC                           |
| 241157           | 2007 RV77  | 10 set 2007 | Mount Lemmon      | Mount Lemmon Survey | —         | MPC                           |
| 241158           | 2007 RR81  | 10 set 2007 | Mount Lemmon      | Mount Lemmon Survey | —         | MPC                           |
| 241159           | 2007 RW85  | 10 set 2007 | Mount Lemmon      | Mount Lemmon Survey | —         | MPC                           |
| 241160           | 2007 RE91  | 10 set 2007 | Mount Lemmon      | Mount Lemmon Survey | —         | MPC                           |
| 241161           | 2007 RN93  | 10 set 2007 | Kitt Peak         | Spacewatch          | —         | MPC                           |
| 241162           | 2007 RC98  | 10 set 2007 | Kitt Peak         | Spacewatch          | —         | MPC                           |
| 241163           | 2007 RD110 | 11 set 2007 | Mount Lemmon      | Mount Lemmon Survey | —         | MPC                           |
| 241164           | 2007 RR115 | 11 set 2007 | Kitt Peak         | Spacewatch          | —         | MPC                           |
| 241165           | 2007 RR134 | 12 set 2007 | Anderson Mesa     | LONEOS              | —         | MPC                           |
| 241166           | 2007 RW134 | 12 set 2007 | Anderson Mesa     | LONEOS              | —         | MPC                           |
| 241167           | 2007 RZ145 | 14 set 2007 | Socorro           | LINEAR              | —         | MPC                           |
| 241168           | 2007 RE146 | 15 set 2007 | Socorro           | LINEAR              | —         | MPC                           |
| 241169           | 2007 RT148 | 12 set 2007 | Catalina          | CSS                 | —         | MPC                           |
| 241170           | 2007 RX150 | 9 set 2007  | Anderson Mesa     | LONEOS              | —         | MPC                           |
| 241171           | 2007 RC166 | 10 set 2007 | Kitt Peak         | Spacewatch          | —         | MPC                           |
| 241172           | 2007 RW204 | 9 set 2007  | Kitt Peak         | Spacewatch          | —         | MPC                           |
| 241173           | 2007 RC207 | 10 set 2007 | Kitt Peak         | Spacewatch          | —         | MPC                           |
| 241174           | 2007 RC212 | 11 set 2007 | Kitt Peak         | Spacewatch          | —         | MPC                           |
| 241175           | 2007 RV216 | 13 set 2007 | Anderson Mesa     | LONEOS              | —         | MPC                           |
| 241176           | 2007 RK222 | 14 set 2007 | Mount Lemmon      | Mount Lemmon Survey | —         | MPC                           |
| 241177           | 2007 RZ227 | 10 set 2007 | Mount Lemmon      | Mount Lemmon Survey | —         | MPC                           |
| 241178           | 2007 RK234 | 12 set 2007 | Catalina          | CSS                 | —         | MPC                           |
| 241179           | 2007 RK241 | 12 set 2007 | Catalina          | CSS                 | —         | MPC                           |
| 241180           | 2007 RZ242 | 15 set 2007 | Socorro           | LINEAR              | Eos       | MPC                           |
| 241181           | 2007 RH243 | 15 set 2007 | Socorro           | LINEAR              | —         | MPC                           |
| 241182           | 2007 RH245 | 11 set 2007 | Kitt Peak         | Spacewatch          | —         | MPC                           |
| 241183           | 2007 RU246 | 12 set 2007 | Catalina          | CSS                 | —         | MPC                           |
| 241184           | 2007 RZ258 | 14 set 2007 | Catalina          | CSS                 | —         | MPC                           |
| 241185           | 2007 RR281 | 14 set 2007 | Catalina          | CSS                 | —         | MPC                           |
| 241186           | 2007 RN285 | 13 set 2007 | Mount Lemmon      | Mount Lemmon Survey | —         | MPC                           |
| 241187           | 2007 RF287 | 9 set 2007  | Kitt Peak         | Spacewatch          | —         | MPC                           |
| 241188           | 2007 RA293 | 12 set 2007 | Mount Lemmon      | Mount Lemmon Survey | —         | MPC                           |
| 241189           | 2007 RP299 | 12 set 2007 | Mount Lemmon      | Mount Lemmon Survey | —         | MPC                           |
| 241190           | 2007 RF317 | 10 set 2007 | Mount Lemmon      | Mount Lemmon Survey | —         | MPC                           |
| 241191           | 2007 RM317 | 10 set 2007 | Mount Lemmon      | Mount Lemmon Survey | —         | MPC                           |
| 241192 Pulyny    | 2007 SH6   | 21 set 2007 | Andrushivka       | Andrushivka Obs.    | —         | MPC                           |
| 241193           | 2007 SN9   | 18 set 2007 | Kitt Peak         | Spacewatch          | —         | MPC                           |
| 241194           | 2007 SX10  | 21 set 2007 | Bergisch Gladbac  | W. Bickel           | —         | MPC                           |
| 241195           | 2007 ST16  | 30 set 2007 | Kitt Peak         | Spacewatch          | Eos       | MPC                           |
| 241196           | 2007 SE19  | 27 set 2007 | Mount Lemmon      | Mount Lemmon Survey | —         | MPC                           |
| 241197           | 2007 SJ20  | 21 set 2007 | Purple Mountain   | PMO NEO             | —         | MPC                           |
| 241198           | 2007 TU4   | 6 out 2007  | 7300 Observatory  | W. K. Y. Yeung      | —         | MPC                           |
| 241199           | 2007 TN11  | 6 out 2007  | Socorro           | LINEAR              | —         | MPC                           |
| 241200           | 2007 TE13  | 6 out 2007  | Socorro           | LINEAR              | —         | MPC                           |

## 241201–241300
| Designação            | Designação | Descoberta  | Descoberta      | Descobridor(es)     | Categoria | Mais informações / Referência |
| Permanente            | Provisória | Data        | Local           | Descobridor(es)     | Categoria | Mais informações / Referência |
| --------------------- | ---------- | ----------- | --------------- | ------------------- | --------- | ----------------------------- |
| 241201                | 2007 TM20  | 8 out 2007  | Socorro         | LINEAR              | —         | MPC                           |
| 241202                | 2007 TP25  | 4 out 2007  | Kitt Peak       | Spacewatch          | —         | MPC                           |
| 241203                | 2007 TE27  | 4 out 2007  | Kitt Peak       | Spacewatch          | —         | MPC                           |
| 241204                | 2007 TV28  | 4 out 2007  | Kitt Peak       | Spacewatch          | —         | MPC                           |
| 241205                | 2007 TF31  | 4 out 2007  | Kitt Peak       | Spacewatch          | —         | MPC                           |
| 241206                | 2007 TE35  | 6 out 2007  | Kitt Peak       | Spacewatch          | —         | MPC                           |
| 241207                | 2007 TA39  | 6 out 2007  | Kitt Peak       | Spacewatch          | Ursula    | MPC                           |
| 241208                | 2007 TB41  | 6 out 2007  | Kitt Peak       | Spacewatch          | —         | MPC                           |
| 241209                | 2007 TZ41  | 7 out 2007  | Mount Lemmon    | Mount Lemmon Survey | —         | MPC                           |
| 241210                | 2007 TF43  | 7 out 2007  | Mount Lemmon    | Mount Lemmon Survey | —         | MPC                           |
| 241211                | 2007 TW45  | 7 out 2007  | Catalina        | CSS                 | —         | MPC                           |
| 241212                | 2007 TT50  | 4 out 2007  | Kitt Peak       | Spacewatch          | —         | MPC                           |
| 241213                | 2007 TG61  | 7 out 2007  | Mount Lemmon    | Mount Lemmon Survey | —         | MPC                           |
| 241214                | 2007 TP61  | 7 out 2007  | Mount Lemmon    | Mount Lemmon Survey | —         | MPC                           |
| 241215                | 2007 TA63  | 7 out 2007  | Mount Lemmon    | Mount Lemmon Survey | —         | MPC                           |
| 241216                | 2007 TM63  | 7 out 2007  | Mount Lemmon    | Mount Lemmon Survey | —         | MPC                           |
| 241217                | 2007 TF65  | 7 out 2007  | Mount Lemmon    | Mount Lemmon Survey | —         | MPC                           |
| 241218                | 2007 TK68  | 12 out 2007 | 7300            | W. K. Y. Yeung      | —         | MPC                           |
| 241219                | 2007 TV70  | 13 out 2007 | Mayhill         | A. Lowe             | —         | MPC                           |
| 241220                | 2007 TF80  | 7 out 2007  | Catalina        | CSS                 | Mitidika  | MPC                           |
| 241221                | 2007 TO80  | 7 out 2007  | Catalina        | CSS                 | —         | MPC                           |
| 241222                | 2007 TL93  | 6 out 2007  | Kitt Peak       | Spacewatch          | —         | MPC                           |
| 241223                | 2007 TJ95  | 7 out 2007  | Catalina        | CSS                 | —         | MPC                           |
| 241224                | 2007 TB103 | 8 out 2007  | Mount Lemmon    | Mount Lemmon Survey | —         | MPC                           |
| 241225                | 2007 TE111 | 8 out 2007  | Catalina        | CSS                 | Phocaea   | MPC                           |
| 241226                | 2007 TX120 | 4 out 2007  | Kitt Peak       | Spacewatch          | —         | MPC                           |
| 241227                | 2007 TE123 | 6 out 2007  | Kitt Peak       | Spacewatch          | —         | MPC                           |
| 241228                | 2007 TH146 | 6 out 2007  | Socorro         | LINEAR              | —         | MPC                           |
| 241229                | 2007 TK149 | 8 out 2007  | Socorro         | LINEAR              | —         | MPC                           |
| 241230                | 2007 TD161 | 11 out 2007 | Socorro         | LINEAR              | —         | MPC                           |
| 241231                | 2007 TL169 | 12 out 2007 | Socorro         | LINEAR              | —         | MPC                           |
| 241232                | 2007 TA178 | 6 out 2007  | Kitt Peak       | Spacewatch          | —         | MPC                           |
| 241233                | 2007 TV179 | 7 out 2007  | Mount Lemmon    | Mount Lemmon Survey | —         | MPC                           |
| 241234                | 2007 TW185 | 13 out 2007 | Socorro         | LINEAR              | Phocaea   | MPC                           |
| 241235                | 2007 TK188 | 13 out 2007 | Kitt Peak       | Spacewatch          | —         | MPC                           |
| 241236                | 2007 TB190 | 4 out 2007  | Mount Lemmon    | Mount Lemmon Survey | —         | MPC                           |
| 241237                | 2007 TJ192 | 5 out 2007  | Kitt Peak       | Spacewatch          | —         | MPC                           |
| 241238                | 2007 TG194 | 7 out 2007  | Catalina        | CSS                 | —         | MPC                           |
| 241239                | 2007 TJ194 | 7 out 2007  | Catalina        | CSS                 | —         | MPC                           |
| 241240                | 2007 TZ199 | 8 out 2007  | Kitt Peak       | Spacewatch          | —         | MPC                           |
| 241241                | 2007 TR204 | 8 out 2007  | Mount Lemmon    | Mount Lemmon Survey | —         | MPC                           |
| 241242                | 2007 TC208 | 10 out 2007 | Catalina        | CSS                 | —         | MPC                           |
| 241243                | 2007 TE208 | 10 out 2007 | Mount Lemmon    | Mount Lemmon Survey | —         | MPC                           |
| 241244                | 2007 TA217 | 7 out 2007  | Kitt Peak       | Spacewatch          | —         | MPC                           |
| 241245                | 2007 TE218 | 7 out 2007  | Kitt Peak       | Spacewatch          | —         | MPC                           |
| 241246                | 2007 TF228 | 8 out 2007  | Kitt Peak       | Spacewatch          | —         | MPC                           |
| 241247                | 2007 TG229 | 8 out 2007  | Kitt Peak       | Spacewatch          | —         | MPC                           |
| 241248                | 2007 TN230 | 8 out 2007  | Kitt Peak       | Spacewatch          | —         | MPC                           |
| 241249                | 2007 TS233 | 8 out 2007  | Kitt Peak       | Spacewatch          | —         | MPC                           |
| 241250                | 2007 TT233 | 8 out 2007  | Kitt Peak       | Spacewatch          | —         | MPC                           |
| 241251                | 2007 TQ234 | 8 out 2007  | Purple Mountain | PMO NEO             | —         | MPC                           |
| 241252                | 2007 TT246 | 9 out 2007  | Mount Lemmon    | Mount Lemmon Survey | —         | MPC                           |
| 241253                | 2007 TE268 | 9 out 2007  | Kitt Peak       | Spacewatch          | —         | MPC                           |
| 241254                | 2007 TS279 | 12 out 2007 | Mount Lemmon    | Mount Lemmon Survey | —         | MPC                           |
| 241255                | 2007 TU279 | 12 out 2007 | Mount Lemmon    | Mount Lemmon Survey | —         | MPC                           |
| 241256                | 2007 TS288 | 11 out 2007 | Catalina        | CSS                 | —         | MPC                           |
| 241257                | 2007 TN299 | 12 out 2007 | Kitt Peak       | Spacewatch          | —         | MPC                           |
| 241258                | 2007 TL310 | 11 out 2007 | Kitt Peak       | Spacewatch          | —         | MPC                           |
| 241259                | 2007 TV314 | 12 out 2007 | Mount Lemmon    | Mount Lemmon Survey | —         | MPC                           |
| 241260                | 2007 TK316 | 12 out 2007 | Kitt Peak       | Spacewatch          | —         | MPC                           |
| 241261                | 2007 TK334 | 11 out 2007 | Kitt Peak       | Spacewatch          | —         | MPC                           |
| 241262                | 2007 TK339 | 8 out 2007  | Mount Lemmon    | Mount Lemmon Survey | —         | MPC                           |
| 241263                | 2007 TB350 | 14 out 2007 | Mount Lemmon    | Mount Lemmon Survey | Mitidika  | MPC                           |
| 241264                | 2007 TZ378 | 13 out 2007 | Catalina        | CSS                 | —         | MPC                           |
| 241265                | 2007 TH381 | 14 out 2007 | Kitt Peak       | Spacewatch          | —         | MPC                           |
| 241266                | 2007 TO389 | 13 out 2007 | Catalina        | CSS                 | —         | MPC                           |
| 241267                | 2007 TM393 | 13 out 2007 | Mount Lemmon    | Mount Lemmon Survey | —         | MPC                           |
| 241268                | 2007 TY397 | 15 out 2007 | Kitt Peak       | Spacewatch          | —         | MPC                           |
| 241269                | 2007 TM404 | 15 out 2007 | Kitt Peak       | Spacewatch          | —         | MPC                           |
| 241270                | 2007 TT410 | 15 out 2007 | Anderson Mesa   | LONEOS              | —         | MPC                           |
| 241271                | 2007 TG413 | 15 out 2007 | Catalina        | CSS                 | —         | MPC                           |
| 241272                | 2007 TZ418 | 10 out 2007 | Kitt Peak       | Spacewatch          | —         | MPC                           |
| 241273                | 2007 TV423 | 7 out 2007  | Mount Lemmon    | Mount Lemmon Survey | —         | MPC                           |
| 241274                | 2007 TW424 | 8 out 2007  | Kitt Peak       | Spacewatch          | —         | MPC                           |
| 241275                | 2007 TU430 | 7 out 2007  | Mount Lemmon    | Mount Lemmon Survey | —         | MPC                           |
| 241276 Guntramlampert | 2007 TF436 | 7 out 2007  | Gaisberg        | R. Gierlinger       | —         | MPC                           |
| 241277                | 2007 TW437 | 13 out 2007 | Socorro         | LINEAR              | —         | MPC                           |
| 241278                | 2007 TX437 | 13 out 2007 | Socorro         | LINEAR              | —         | MPC                           |
| 241279                | 2007 TP442 | 8 out 2007  | Mount Lemmon    | Mount Lemmon Survey | —         | MPC                           |
| 241280                | 2007 UA1   | 16 out 2007 | Bisei SG Center | BATTeRS             | Ursula    | MPC                           |
| 241281                | 2007 UF2   | 18 out 2007 | Mayhill         | A. Lowe             | —         | MPC                           |
| 241282                | 2007 UD4   | 18 out 2007 | Socorro         | LINEAR              | —         | MPC                           |
| 241283                | 2007 UC10  | 17 out 2007 | Anderson Mesa   | LONEOS              | —         | MPC                           |
| 241284                | 2007 UL11  | 19 out 2007 | Socorro         | LINEAR              | —         | MPC                           |
| 241285                | 2007 UH13  | 16 out 2007 | Mount Lemmon    | Mount Lemmon Survey | —         | MPC                           |
| 241286                | 2007 UB29  | 18 out 2007 | Catalina        | CSS                 | —         | MPC                           |
| 241287                | 2007 UG29  | 18 out 2007 | Mount Lemmon    | Mount Lemmon Survey | —         | MPC                           |
| 241288                | 2007 UN30  | 19 out 2007 | Catalina        | CSS                 | —         | MPC                           |
| 241289                | 2007 UY31  | 19 out 2007 | Mount Lemmon    | Mount Lemmon Survey | —         | MPC                           |
| 241290                | 2007 UZ43  | 18 out 2007 | Mount Lemmon    | Mount Lemmon Survey | —         | MPC                           |
| 241291                | 2007 UY44  | 18 out 2007 | Mount Lemmon    | Mount Lemmon Survey | —         | MPC                           |
| 241292                | 2007 UR49  | 24 out 2007 | Mount Lemmon    | Mount Lemmon Survey | —         | MPC                           |
| 241293                | 2007 UF51  | 24 out 2007 | Mount Lemmon    | Mount Lemmon Survey | —         | MPC                           |
| 241294                | 2007 UH51  | 24 out 2007 | Mount Lemmon    | Mount Lemmon Survey | —         | MPC                           |
| 241295                | 2007 UB52  | 24 out 2007 | Mount Lemmon    | Mount Lemmon Survey | Brangane  | MPC                           |
| 241296                | 2007 UO52  | 24 out 2007 | Mount Lemmon    | Mount Lemmon Survey | —         | MPC                           |
| 241297                | 2007 UD59  | 30 out 2007 | Mount Lemmon    | Mount Lemmon Survey | —         | MPC                           |
| 241298                | 2007 UH68  | 30 out 2007 | Kitt Peak       | Spacewatch          | —         | MPC                           |
| 241299                | 2007 UU78  | 30 out 2007 | Mount Lemmon    | Mount Lemmon Survey | —         | MPC                           |
| 241300                | 2007 UH81  | 30 out 2007 | Kitt Peak       | Spacewatch          | —         | MPC                           |

## 241301–241400
| Designação        | Designação | Descoberta  | Descoberta        | Descobridor(es)      | Categoria | Mais informações / Referência |
| Permanente        | Provisória | Data        | Local             | Descobridor(es)      | Categoria | Mais informações / Referência |
| ----------------- | ---------- | ----------- | ----------------- | -------------------- | --------- | ----------------------------- |
| 241301            | 2007 US89  | 30 out 2007 | Mount Lemmon      | Mount Lemmon Survey  | Eos       | MPC                           |
| 241302            | 2007 UK90  | 30 out 2007 | Mount Lemmon      | Mount Lemmon Survey  | —         | MPC                           |
| 241303            | 2007 UD98  | 30 out 2007 | Mount Lemmon      | Mount Lemmon Survey  | —         | MPC                           |
| 241304            | 2007 UE113 | 30 out 2007 | Kitt Peak         | Spacewatch           | —         | MPC                           |
| 241305            | 2007 UT113 | 31 out 2007 | Kitt Peak         | Spacewatch           | —         | MPC                           |
| 241306            | 2007 UM135 | 20 out 2007 | Kitt Peak         | Spacewatch           | Ursula    | MPC                           |
| 241307            | 2007 UE136 | 30 out 2007 | Catalina          | CSS                  | —         | MPC                           |
| 241308            | 2007 VQ    | 1 nov 2007  | Kitt Peak         | Spacewatch           | —         | MPC                           |
| 241309            | 2007 VL2   | 2 nov 2007  | La Cañada         | J. Lacruz            | —         | MPC                           |
| 241310            | 2007 VM2   | 2 nov 2007  | La Cañada         | J. Lacruz            | —         | MPC                           |
| 241311            | 2007 VM7   | 2 nov 2007  | Goodricke-Pigott  | R. A. Tucker         | —         | MPC                           |
| 241312            | 2007 VA13  | 1 nov 2007  | Mount Lemmon      | Mount Lemmon Survey  | —         | MPC                           |
| 241313            | 2007 VV20  | 2 nov 2007  | Mount Lemmon      | Mount Lemmon Survey  | —         | MPC                           |
| 241314            | 2007 VG33  | 2 nov 2007  | Kitt Peak         | Spacewatch           | —         | MPC                           |
| 241315            | 2007 VJ35  | 1 nov 2007  | Mount Lemmon      | Mount Lemmon Survey  | —         | MPC                           |
| 241316            | 2007 VW57  | 1 nov 2007  | Kitt Peak         | Spacewatch           | —         | MPC                           |
| 241317            | 2007 VL59  | 1 nov 2007  | Kitt Peak         | Spacewatch           | —         | MPC                           |
| 241318            | 2007 VM70  | 4 nov 2007  | Mount Lemmon      | Mount Lemmon Survey  | —         | MPC                           |
| 241319            | 2007 VF73  | 2 nov 2007  | 7300              | W. K. Y. Yeung       | —         | MPC                           |
| 241320            | 2007 VZ87  | 2 nov 2007  | Socorro           | LINEAR               | —         | MPC                           |
| 241321            | 2007 VQ94  | 7 nov 2007  | Bisei SG Center   | BATTeRS              | Brangane  | MPC                           |
| 241322            | 2007 VH98  | 2 nov 2007  | Kitt Peak         | Spacewatch           | —         | MPC                           |
| 241323            | 2007 VS102 | 3 nov 2007  | Kitt Peak         | Spacewatch           | Themis    | MPC                           |
| 241324            | 2007 VL109 | 3 nov 2007  | Kitt Peak         | Spacewatch           | —         | MPC                           |
| 241325            | 2007 VO113 | 3 nov 2007  | Kitt Peak         | Spacewatch           | —         | MPC                           |
| 241326            | 2007 VZ126 | 11 nov 2007 | Bisei SG Center   | BATTeRS              | —         | MPC                           |
| 241327            | 2007 VW134 | 3 nov 2007  | Anderson Mesa     | LONEOS               | —         | MPC                           |
| 241328            | 2007 VR155 | 5 nov 2007  | Kitt Peak         | Spacewatch           | Brangane  | MPC                           |
| 241329            | 2007 VV158 | 5 nov 2007  | Kitt Peak         | Spacewatch           | —         | MPC                           |
| 241330            | 2007 VB166 | 5 nov 2007  | Kitt Peak         | Spacewatch           | —         | MPC                           |
| 241331            | 2007 VJ169 | 5 nov 2007  | Kitt Peak         | Spacewatch           | —         | MPC                           |
| 241332            | 2007 VH200 | 9 nov 2007  | Mount Lemmon      | Mount Lemmon Survey  | —         | MPC                           |
| 241333            | 2007 VR202 | 7 nov 2007  | Catalina          | CSS                  | —         | MPC                           |
| 241334            | 2007 VV206 | 9 nov 2007  | Catalina          | CSS                  | —         | MPC                           |
| 241335            | 2007 VB210 | 9 nov 2007  | Kitt Peak         | Spacewatch           | —         | MPC                           |
| 241336            | 2007 VU219 | 9 nov 2007  | Kitt Peak         | Spacewatch           | —         | MPC                           |
| 241337            | 2007 VJ241 | 12 nov 2007 | Catalina          | CSS                  | —         | MPC                           |
| 241338            | 2007 VB243 | 13 nov 2007 | Mount Lemmon      | Mount Lemmon Survey  | —         | MPC                           |
| 241339            | 2007 VL269 | 14 nov 2007 | Socorro           | LINEAR               | —         | MPC                           |
| 241340            | 2007 VB273 | 12 nov 2007 | Catalina          | CSS                  | —         | MPC                           |
| 241341            | 2007 VS299 | 12 nov 2007 | Catalina          | CSS                  | —         | MPC                           |
| 241342            | 2007 VY314 | 2 nov 2007  | Catalina          | CSS                  | —         | MPC                           |
| 241343            | 2007 VO320 | 11 nov 2007 | Mount Lemmon      | Mount Lemmon Survey  | —         | MPC                           |
| 241344            | 2007 WT6   | 18 nov 2007 | Socorro           | LINEAR               | Brangane  | MPC                           |
| 241345            | 2007 WF17  | 18 nov 2007 | Mount Lemmon      | Mount Lemmon Survey  | —         | MPC                           |
| 241346            | 2007 WM19  | 18 nov 2007 | Mount Lemmon      | Mount Lemmon Survey  | Brangane  | MPC                           |
| 241347            | 2007 WP23  | 18 nov 2007 | Mount Lemmon      | Mount Lemmon Survey  | —         | MPC                           |
| 241348            | 2007 WX24  | 18 nov 2007 | Mount Lemmon      | Mount Lemmon Survey  | Ursula    | MPC                           |
| 241349            | 2007 WB25  | 18 nov 2007 | Mount Lemmon      | Mount Lemmon Survey  | —         | MPC                           |
| 241350            | 2007 WB26  | 18 nov 2007 | Mount Lemmon      | Mount Lemmon Survey  | —         | MPC                           |
| 241351            | 2007 WO39  | 17 nov 2007 | Catalina          | CSS                  | —         | MPC                           |
| 241352            | 2007 WL47  | 20 nov 2007 | Mount Lemmon      | Mount Lemmon Survey  | —         | MPC                           |
| 241353            | 2007 WL49  | 20 nov 2007 | Mount Lemmon      | Mount Lemmon Survey  | —         | MPC                           |
| 241354            | 2007 WC56  | 30 nov 2007 | Lulin Observatory | T.-C. Yang, Q.-z. Ye | —         | MPC                           |
| 241355            | 2007 WE58  | 18 nov 2007 | Mount Lemmon      | Mount Lemmon Survey  | —         | MPC                           |
| 241356            | 2007 WR58  | 17 nov 2007 | Kitt Peak         | Spacewatch           | —         | MPC                           |
| 241357            | 2007 WU58  | 19 nov 2007 | Kitt Peak         | Spacewatch           | —         | MPC                           |
| 241358            | 2007 WO60  | 18 nov 2007 | Mount Lemmon      | Mount Lemmon Survey  | Brangane  | MPC                           |
| 241359            | 2007 XD1   | 3 dez 2007  | Catalina          | CSS                  | —         | MPC                           |
| 241360            | 2007 XG7   | 4 dez 2007  | Mount Lemmon      | Mount Lemmon Survey  | —         | MPC                           |
| 241361            | 2007 XO15  | 8 dez 2007  | Bisei SG Center   | BATTeRS              | —         | MPC                           |
| 241362            | 2007 YH2   | 18 dez 2007 | Majorca           | Mallorca Obs.        | —         | MPC                           |
| 241363 Érdibálint | 2007 YA4   | 19 dez 2007 | Piszkéstető       | K. Sárneczky         | —         | MPC                           |
| 241364            | 2008 AR2   | 7 jan 2008  | Vicques           | M. Ory               | —         | MPC                           |
| 241365            | 2008 AO3   | 9 jan 2008  | Jarnac            | Jarnac Obs.          | —         | MPC                           |
| 241366            | 2008 AY5   | 10 jan 2008 | Mount Lemmon      | Mount Lemmon Survey  | —         | MPC                           |
| 241367            | 2008 AH60  | 11 jan 2008 | Kitt Peak         | Spacewatch           | —         | MPC                           |
| 241368            | 2008 DL    | 24 fev 2008 | Piszkéstető       | K. Sárneczky         | —         | MPC                           |
| 241369            | 2008 KB43  | 29 mai 2008 | Mount Lemmon      | Mount Lemmon Survey  | —         | MPC                           |
| 241370            | 2008 LW8   | 9 jun 2008  | Catalina          | CSS                  | —         | MPC                           |
| 241371            | 2008 QK5   | 22 ago 2008 | Kitt Peak         | Spacewatch           | —         | MPC                           |
| 241372            | 2008 QP31  | 30 ago 2008 | Socorro           | LINEAR               | —         | MPC                           |
| 241373            | 2008 RM    | 2 set 2008  | Kleť              | Kleť Obs.            | —         | MPC                           |
| 241374            | 2008 RA65  | 4 set 2008  | Kitt Peak         | Spacewatch           | —         | MPC                           |
| 241375            | 2008 RC98  | 7 set 2008  | Mount Lemmon      | Mount Lemmon Survey  | —         | MPC                           |
| 241376            | 2008 RK108 | 9 set 2008  | Mount Lemmon      | Mount Lemmon Survey  | —         | MPC                           |
| 241377            | 2008 RK120 | 9 set 2008  | Mount Lemmon      | Mount Lemmon Survey  | —         | MPC                           |
| 241378            | 2008 SY75  | 23 set 2008 | Mount Lemmon      | Mount Lemmon Survey  | —         | MPC                           |
| 241379            | 2008 SW77  | 23 set 2008 | Mount Lemmon      | Mount Lemmon Survey  | —         | MPC                           |
| 241380            | 2008 SQ108 | 22 set 2008 | Mount Lemmon      | Mount Lemmon Survey  | —         | MPC                           |
| 241381            | 2008 SO141 | 24 set 2008 | Goodricke-Pigott  | R. A. Tucker         | —         | MPC                           |
| 241382            | 2008 SJ143 | 24 set 2008 | Mount Lemmon      | Mount Lemmon Survey  | Ursula    | MPC                           |
| 241383            | 2008 SX146 | 23 set 2008 | Mount Lemmon      | Mount Lemmon Survey  | —         | MPC                           |
| 241384            | 2008 SG166 | 28 set 2008 | Socorro           | LINEAR               | —         | MPC                           |
| 241385            | 2008 SQ182 | 24 set 2008 | Mount Lemmon      | Mount Lemmon Survey  | —         | MPC                           |
| 241386            | 2008 SN200 | 26 set 2008 | Kitt Peak         | Spacewatch           | —         | MPC                           |
| 241387            | 2008 SP243 | 29 set 2008 | Kitt Peak         | Spacewatch           | —         | MPC                           |
| 241388            | 2008 SP262 | 24 set 2008 | Mount Lemmon      | Mount Lemmon Survey  | —         | MPC                           |
| 241389            | 2008 SY265 | 29 set 2008 | Kitt Peak         | Spacewatch           | —         | MPC                           |
| 241390            | 2008 SF273 | 23 set 2008 | Catalina          | CSS                  | —         | MPC                           |
| 241391            | 2008 SY273 | 21 set 2008 | Kitt Peak         | Spacewatch           | —         | MPC                           |
| 241392            | 2008 SA285 | 27 set 2008 | Mount Lemmon      | Mount Lemmon Survey  | —         | MPC                           |
| 241393            | 2008 SK290 | 29 set 2008 | Catalina          | CSS                  | —         | MPC                           |
| 241394            | 2008 SN309 | 29 set 2008 | Mount Lemmon      | Mount Lemmon Survey  | —         | MPC                           |
| 241395            | 2008 TP52  | 2 out 2008  | Kitt Peak         | Spacewatch           | —         | MPC                           |
| 241396            | 2008 TR75  | 2 out 2008  | Kitt Peak         | Spacewatch           | —         | MPC                           |
| 241397            | 2008 TN106 | 6 out 2008  | Kitt Peak         | Spacewatch           | Juno      | MPC                           |
| 241398            | 2008 TP126 | 8 out 2008  | Mount Lemmon      | Mount Lemmon Survey  | —         | MPC                           |
| 241399            | 2008 TL136 | 8 out 2008  | Kitt Peak         | Spacewatch           | —         | MPC                           |
| 241400            | 2008 TC160 | 1 out 2008  | Kitt Peak         | Spacewatch           | —         | MPC                           |

## 241401–241500
| Designação           | Designação | Descoberta  | Descoberta     | Descobridor(es)           | Categoria | Mais informações / Referência |
| Permanente           | Provisória | Data        | Local          | Descobridor(es)           | Categoria | Mais informações / Referência |
| -------------------- | ---------- | ----------- | -------------- | ------------------------- | --------- | ----------------------------- |
| 241401               | 2008 TF170 | 8 out 2008  | Catalina       | CSS                       | —         | MPC                           |
| 241402               | 2008 TF190 | 6 out 2008  | Mount Lemmon   | Mount Lemmon Survey       | Brangane  | MPC                           |
| 241403               | 2008 UM28  | 20 out 2008 | Kitt Peak      | Spacewatch                | —         | MPC                           |
| 241404               | 2008 UP75  | 21 out 2008 | Kitt Peak      | Spacewatch                | —         | MPC                           |
| 241405               | 2008 UV75  | 21 out 2008 | Kitt Peak      | Spacewatch                | —         | MPC                           |
| 241406               | 2008 UE76  | 21 out 2008 | Kitt Peak      | Spacewatch                | —         | MPC                           |
| 241407               | 2008 UF78  | 21 out 2008 | Mount Lemmon   | Mount Lemmon Survey       | —         | MPC                           |
| 241408               | 2008 UB91  | 26 out 2008 | Socorro        | LINEAR                    | —         | MPC                           |
| 241409               | 2008 US99  | 30 out 2008 | Sandlot        | G. Hug                    | —         | MPC                           |
| 241410               | 2008 UM111 | 22 out 2008 | Kitt Peak      | Spacewatch                | —         | MPC                           |
| 241411               | 2008 UK113 | 22 out 2008 | Kitt Peak      | Spacewatch                | —         | MPC                           |
| 241412               | 2008 UW127 | 22 out 2008 | Kitt Peak      | Spacewatch                | —         | MPC                           |
| 241413               | 2008 UK139 | 23 out 2008 | Kitt Peak      | Spacewatch                | —         | MPC                           |
| 241414               | 2008 UD160 | 23 out 2008 | Kitt Peak      | Spacewatch                | —         | MPC                           |
| 241415               | 2008 US186 | 24 out 2008 | Kitt Peak      | Spacewatch                | —         | MPC                           |
| 241416               | 2008 UN198 | 26 out 2008 | Socorro        | LINEAR                    | —         | MPC                           |
| 241417               | 2008 UY200 | 27 out 2008 | Socorro        | LINEAR                    | —         | MPC                           |
| 241418 Darmstadt     | 2008 UX201 | 31 out 2008 | Tzec Maun      | E. Schwab                 | —         | MPC                           |
| 241419               | 2008 US207 | 23 out 2008 | Kitt Peak      | Spacewatch                | —         | MPC                           |
| 241420               | 2008 UH230 | 25 out 2008 | Kitt Peak      | Spacewatch                | —         | MPC                           |
| 241421               | 2008 UA244 | 26 out 2008 | Kitt Peak      | Spacewatch                | —         | MPC                           |
| 241422               | 2008 UH245 | 26 out 2008 | Kitt Peak      | Spacewatch                | Pallas    | MPC                           |
| 241423               | 2008 UE247 | 26 out 2008 | Kitt Peak      | Spacewatch                | —         | MPC                           |
| 241424               | 2008 UR326 | 31 out 2008 | Mount Lemmon   | Mount Lemmon Survey       | —         | MPC                           |
| 241425               | 2008 UV326 | 31 out 2008 | Mount Lemmon   | Mount Lemmon Survey       | —         | MPC                           |
| 241426               | 2008 UQ331 | 31 out 2008 | Kitt Peak      | Spacewatch                | —         | MPC                           |
| 241427               | 2008 UY341 | 27 out 2008 | Kitt Peak      | Spacewatch                | —         | MPC                           |
| 241428               | 2008 VA67  | 6 nov 2008  | Mount Lemmon   | Mount Lemmon Survey       | —         | MPC                           |
| 241429               | 2008 VY70  | 8 nov 2008  | Kitt Peak      | Spacewatch                | —         | MPC                           |
| 241430               | 2008 VV75  | 7 nov 2008  | Catalina       | CSS                       | —         | MPC                           |
| 241431               | 2008 WF85  | 20 nov 2008 | Kitt Peak      | Spacewatch                | —         | MPC                           |
| 241432               | 2008 WG93  | 21 nov 2008 | Mount Lemmon   | Mount Lemmon Survey       | —         | MPC                           |
| 241433               | 2008 WZ95  | 23 nov 2008 | Socorro        | LINEAR                    | —         | MPC                           |
| 241434               | 2008 WU107 | 30 nov 2008 | Mount Lemmon   | Mount Lemmon Survey       | —         | MPC                           |
| 241435               | 2008 WC116 | 30 nov 2008 | Kitt Peak      | Spacewatch                | —         | MPC                           |
| 241436               | 2008 WH123 | 30 nov 2008 | Mount Lemmon   | Mount Lemmon Survey       | —         | MPC                           |
| 241437               | 2008 WU138 | 21 nov 2008 | Kitt Peak      | Spacewatch                | —         | MPC                           |
| 241438               | 2008 XL12  | 2 dez 2008  | Mount Lemmon   | Mount Lemmon Survey       | —         | MPC                           |
| 241439               | 2008 XT20  | 1 dez 2008  | Kitt Peak      | Spacewatch                | —         | MPC                           |
| 241440               | 2008 XP55  | 6 dez 2008  | Socorro        | LINEAR                    | —         | MPC                           |
| 241441               | 2008 XV55  | 3 dez 2008  | Mount Lemmon   | Mount Lemmon Survey       | —         | MPC                           |
| 241442 Shandongkexie | 2008 YN9   | 25 dez 2008 | Weihai         | Shandong University       | —         | MPC                           |
| 241443               | 2008 YN15  | 21 dez 2008 | Kitt Peak      | Spacewatch                | —         | MPC                           |
| 241444               | 2008 YJ21  | 21 dez 2008 | Mount Lemmon   | Mount Lemmon Survey       | —         | MPC                           |
| 241445               | 2008 YE23  | 18 dez 2008 | La Sagra       | Mallorca Obs.             | —         | MPC                           |
| 241446               | 2008 YB62  | 30 dez 2008 | Mount Lemmon   | Mount Lemmon Survey       | —         | MPC                           |
| 241447               | 2008 YN78  | 30 dez 2008 | Mount Lemmon   | Mount Lemmon Survey       | —         | MPC                           |
| 241448               | 2008 YV88  | 29 dez 2008 | Kitt Peak      | Spacewatch                | —         | MPC                           |
| 241449               | 2008 YJ97  | 29 dez 2008 | Mount Lemmon   | Mount Lemmon Survey       | —         | MPC                           |
| 241450               | 2008 YX98  | 29 dez 2008 | Kitt Peak      | Spacewatch                | Themis    | MPC                           |
| 241451               | 2008 YC102 | 29 dez 2008 | Kitt Peak      | Spacewatch                | —         | MPC                           |
| 241452               | 2008 YL111 | 31 dez 2008 | Kitt Peak      | Spacewatch                | —         | MPC                           |
| 241453               | 2008 YO111 | 31 dez 2008 | Kitt Peak      | Spacewatch                | —         | MPC                           |
| 241454               | 2008 YA112 | 31 dez 2008 | Kitt Peak      | Spacewatch                | —         | MPC                           |
| 241455               | 2008 YD115 | 29 dez 2008 | Kitt Peak      | Spacewatch                | —         | MPC                           |
| 241456               | 2008 YD119 | 29 dez 2008 | Kitt Peak      | Spacewatch                | —         | MPC                           |
| 241457               | 2008 YV137 | 30 dez 2008 | Mount Lemmon   | Mount Lemmon Survey       | —         | MPC                           |
| 241458               | 2008 YQ142 | 30 dez 2008 | Kitt Peak      | Spacewatch                | —         | MPC                           |
| 241459               | 2008 YX150 | 22 dez 2008 | Kitt Peak      | Spacewatch                | Ursula    | MPC                           |
| 241460               | 2008 YH151 | 22 dez 2008 | Kitt Peak      | Spacewatch                | —         | MPC                           |
| 241461               | 2008 YQ151 | 22 dez 2008 | Mount Lemmon   | Mount Lemmon Survey       | —         | MPC                           |
| 241462               | 2008 YH157 | 30 dez 2008 | Kitt Peak      | Spacewatch                | —         | MPC                           |
| 241463               | 2008 YQ158 | 30 dez 2008 | Mount Lemmon   | Mount Lemmon Survey       | —         | MPC                           |
| 241464               | 2008 YS163 | 30 dez 2008 | Mount Lemmon   | Mount Lemmon Survey       | —         | MPC                           |
| 241465               | 2008 YQ169 | 30 dez 2008 | Mount Lemmon   | Mount Lemmon Survey       | —         | MPC                           |
| 241466               | 2009 AX2   | 1 jan 2009  | Kitt Peak      | Spacewatch                | —         | MPC                           |
| 241467               | 2009 AE12  | 2 jan 2009  | Mount Lemmon   | Mount Lemmon Survey       | —         | MPC                           |
| 241468               | 2009 AC22  | 3 jan 2009  | Kitt Peak      | Spacewatch                | —         | MPC                           |
| 241469               | 2009 AL24  | 3 jan 2009  | Kitt Peak      | Spacewatch                | —         | MPC                           |
| 241470               | 2009 AV28  | 8 jan 2009  | Kitt Peak      | Spacewatch                | —         | MPC                           |
| 241471               | 2009 AG35  | 15 jan 2009 | Kitt Peak      | Spacewatch                | —         | MPC                           |
| 241472               | 2009 AC49  | 15 jan 2009 | Socorro        | LINEAR                    | Brangane  | MPC                           |
| 241473               | 2009 BK11  | 19 jan 2009 | Socorro        | LINEAR                    | —         | MPC                           |
| 241474               | 2009 BQ12  | 21 jan 2009 | Socorro        | LINEAR                    | —         | MPC                           |
| 241475 Martinagedeck | 2009 BK14  | 25 jan 2009 | Calar Alto     | F. Hormuth                | —         | MPC                           |
| 241476               | 2009 BD18  | 16 jan 2009 | Kitt Peak      | Spacewatch                | —         | MPC                           |
| 241477               | 2009 BH36  | 16 jan 2009 | Kitt Peak      | Spacewatch                | Ursula    | MPC                           |
| 241478               | 2009 BJ66  | 20 jan 2009 | Kitt Peak      | Spacewatch                | Brangane  | MPC                           |
| 241479               | 2009 BB68  | 20 jan 2009 | Kitt Peak      | Spacewatch                | —         | MPC                           |
| 241480               | 2009 BG75  | 20 jan 2009 | Catalina       | CSS                       | Brangane  | MPC                           |
| 241481               | 2009 BM83  | 31 jan 2009 | Uccle          | T. Pauwels, E. W. Elst    | —         | MPC                           |
| 241482               | 2009 BV91  | 25 jan 2009 | Kitt Peak      | Spacewatch                | —         | MPC                           |
| 241483               | 2009 BA92  | 25 jan 2009 | Kitt Peak      | Spacewatch                | —         | MPC                           |
| 241484               | 2009 BC92  | 25 jan 2009 | Kitt Peak      | Spacewatch                | —         | MPC                           |
| 241485               | 2009 BE95  | 26 jan 2009 | Catalina       | CSS                       | —         | MPC                           |
| 241486               | 2009 BP98  | 26 jan 2009 | Mount Lemmon   | Mount Lemmon Survey       | —         | MPC                           |
| 241487               | 2009 BP99  | 28 jan 2009 | Catalina       | CSS                       | —         | MPC                           |
| 241488               | 2009 BB119 | 30 jan 2009 | Mount Lemmon   | Mount Lemmon Survey       | —         | MPC                           |
| 241489               | 2009 BV125 | 29 jan 2009 | Kitt Peak      | Spacewatch                | —         | MPC                           |
| 241490               | 2009 BQ133 | 29 jan 2009 | Kitt Peak      | Spacewatch                | Eos       | MPC                           |
| 241491               | 2009 BT141 | 30 jan 2009 | Kitt Peak      | Spacewatch                | —         | MPC                           |
| 241492               | 2009 BV169 | 17 jan 2009 | Kitt Peak      | Spacewatch                | —         | MPC                           |
| 241493               | 2009 BQ172 | 18 jan 2009 | Mount Lemmon   | Mount Lemmon Survey       | —         | MPC                           |
| 241494               | 2009 BO174 | 25 jan 2009 | Kitt Peak      | Spacewatch                | —         | MPC                           |
| 241495               | 2009 BD184 | 20 jan 2009 | Catalina       | CSS                       | —         | MPC                           |
| 241496               | 2009 CZ3   | 2 fev 2009  | Moletai        | K. Černis, J. Zdanavičius | —         | MPC                           |
| 241497               | 2009 CC4   | 7 fev 2009  | Great Shefford | P. Birtwhistle            | —         | MPC                           |
| 241498               | 2009 CV22  | 1 fev 2009  | Kitt Peak      | Spacewatch                | —         | MPC                           |
| 241499               | 2009 CD24  | 1 fev 2009  | Kitt Peak      | Spacewatch                | Brangane  | MPC                           |
| 241500               | 2009 CK28  | 1 fev 2009  | Kitt Peak      | Spacewatch                | Mitidika  | MPC                           |

## 241501–241600
| Designação          | Designação | Descoberta  | Descoberta         | Descobridor(es)      | Categoria | Mais informações / Referência |
| Permanente          | Provisória | Data        | Local              | Descobridor(es)      | Categoria | Mais informações / Referência |
| ------------------- | ---------- | ----------- | ------------------ | -------------------- | --------- | ----------------------------- |
| 241501              | 2009 CL33  | 1 fev 2009  | Kitt Peak          | Spacewatch           | —         | MPC                           |
| 241502              | 2009 CY41  | 13 fev 2009 | Kitt Peak          | Spacewatch           | —         | MPC                           |
| 241503              | 2009 CN42  | 13 fev 2009 | Mount Lemmon       | Mount Lemmon Survey  | —         | MPC                           |
| 241504              | 2009 CD44  | 14 fev 2009 | Kitt Peak          | Spacewatch           | —         | MPC                           |
| 241505              | 2009 CJ49  | 14 fev 2009 | Mount Lemmon       | Mount Lemmon Survey  | Ursula    | MPC                           |
| 241506              | 2009 CU53  | 3 fev 2009  | Siding Spring      | SSS                  | —         | MPC                           |
| 241507              | 2009 CM60  | 3 fev 2009  | Kitt Peak          | Spacewatch           | —         | MPC                           |
| 241508              | 2009 DJ16  | 17 fev 2009 | La Sagra           | Mallorca Obs.        | —         | MPC                           |
| 241509 Sessler      | 2009 DT26  | 22 fev 2009 | Calar Alto         | F. Hormuth           | —         | MPC                           |
| 241510              | 2009 DQ39  | 19 fev 2009 | Dauban             | F. Kugel             | —         | MPC                           |
| 241511              | 2009 DK41  | 18 fev 2009 | La Sagra           | Mallorca Obs.        | —         | MPC                           |
| 241512              | 2009 DN44  | 25 fev 2009 | Dauban             | F. Kugel             | —         | MPC                           |
| 241513              | 2009 DG48  | 28 fev 2009 | Calvin-Rehoboth    | Calvin–Rehoboth Obs. | —         | MPC                           |
| 241514              | 2009 DX69  | 26 fev 2009 | Catalina           | CSS                  | —         | MPC                           |
| 241515              | 2009 DU89  | 26 fev 2009 | Mount Lemmon       | Mount Lemmon Survey  | —         | MPC                           |
| 241516              | 2009 DD140 | 19 fev 2009 | Socorro            | LINEAR               | —         | MPC                           |
| 241517              | 2009 EK    | 1 mar 2009  | Great Shefford     | P. Birtwhistle       | —         | MPC                           |
| 241518              | 2009 EV12  | 3 mar 2009  | Catalina           | CSS                  | —         | MPC                           |
| 241519              | 2009 FY8   | 16 mar 2009 | Mount Lemmon       | Mount Lemmon Survey  | —         | MPC                           |
| 241520              | 2009 FR47  | 29 mar 2009 | Jornada            | D. S. Dixon          | —         | MPC                           |
| 241521              | 2009 HL2   | 17 abr 2009 | Kitt Peak          | Spacewatch           | —         | MPC                           |
| 241522              | 2009 HN3   | 17 abr 2009 | Kitt Peak          | Spacewatch           | —         | MPC                           |
| 241523              | 2009 HE11  | 18 abr 2009 | Mount Lemmon       | Mount Lemmon Survey  | —         | MPC                           |
| 241524              | 2009 HR24  | 17 abr 2009 | Kitt Peak          | Spacewatch           | —         | MPC                           |
| 241525              | 2009 RN7   | 11 set 2009 | Catalina           | CSS                  | —         | MPC                           |
| 241526              | 2009 XA15  | 15 dez 2009 | Mount Lemmon       | Mount Lemmon Survey  | Ursula    | MPC                           |
| 241527 Edwardwright | 2010 CK9   | 8 fev 2010  | WISE               | WISE                 | —         | MPC                           |
| 241528 Tubman       | 2010 CA10  | 8 fev 2010  | WISE               | WISE                 | Pallas    | MPC                           |
| 241529 Roccutri     | 2010 CA14  | 10 fev 2010 | WISE               | WISE                 | —         | MPC                           |
| 241530              | 2010 CC77  | 13 fev 2010 | Mount Lemmon       | Mount Lemmon Survey  | —         | MPC                           |
| 241531              | 2010 CL177 | 10 fev 2010 | Kitt Peak          | Spacewatch           | —         | MPC                           |
| 241532              | 2010 DV7   | 16 fev 2010 | Kitt Peak          | Spacewatch           | —         | MPC                           |
| 241533              | 2010 DA34  | 21 fev 2010 | Bisei SG Center    | BATTeRS              | —         | MPC                           |
| 241534              | 2010 EE36  | 11 mar 2010 | La Sagra           | Mallorca Obs.        | —         | MPC                           |
| 241535              | 2010 EG38  | 12 mar 2010 | Mount Lemmon       | Mount Lemmon Survey  | —         | MPC                           |
| 241536              | 2010 EX39  | 11 mar 2010 | La Sagra           | Mallorca Obs.        | —         | MPC                           |
| 241537              | 2010 EE42  | 12 mar 2010 | Mount Lemmon       | Mount Lemmon Survey  | —         | MPC                           |
| 241538 Chudniv      | 2010 EV42  | 10 mar 2010 | Andrushivka        | Andrushivka Obs.     | —         | MPC                           |
| 241539              | 2010 EB71  | 12 mar 2010 | Kitt Peak          | Spacewatch           | —         | MPC                           |
| 241540              | 2010 EC88  | 14 mar 2010 | La Sagra           | Mallorca Obs.        | —         | MPC                           |
| 241541              | 2010 ET101 | 15 mar 2010 | Kitt Peak          | Spacewatch           | —         | MPC                           |
| 241542              | 2010 EJ102 | 15 mar 2010 | Kitt Peak          | Spacewatch           | —         | MPC                           |
| 241543              | 2010 EH127 | 15 mar 2010 | Mount Lemmon       | Mount Lemmon Survey  | —         | MPC                           |
| 241544              | 2010 EE128 | 12 mar 2010 | Kitt Peak          | Spacewatch           | —         | MPC                           |
| 241545              | 2010 EE129 | 12 mar 2010 | Kitt Peak          | Spacewatch           | —         | MPC                           |
| 241546              | 2010 EV129 | 13 mar 2010 | Kitt Peak          | Spacewatch           | Ursula    | MPC                           |
| 241547              | 2010 FF13  | 16 mar 2010 | Kitt Peak          | Spacewatch           | —         | MPC                           |
| 241548              | 2010 FF15  | 17 mar 2010 | Kitt Peak          | Spacewatch           | —         | MPC                           |
| 241549              | 2010 FS29  | 16 mar 2010 | Kitt Peak          | Spacewatch           | —         | MPC                           |
| 241550              | 2010 FD57  | 16 mar 2010 | Mount Lemmon       | Mount Lemmon Survey  | —         | MPC                           |
| 241551              | 2010 FJ83  | 19 mar 2010 | Mount Lemmon       | Mount Lemmon Survey  | —         | MPC                           |
| 241552              | 2010 FK83  | 19 mar 2010 | Mount Lemmon       | Mount Lemmon Survey  | —         | MPC                           |
| 241553              | 2010 FT88  | 18 mar 2010 | Kitt Peak          | Spacewatch           | —         | MPC                           |
| 241554              | 2010 FA93  | 23 mar 2010 | ESA OGS            | ESA OGS              | —         | MPC                           |
| 241555              | 2010 GT5   | 3 abr 2010  | Mayhill            | iTelescope Obs.      | Maria     | MPC                           |
| 241556              | 2010 GT29  | 8 abr 2010  | La Sagra           | Mallorca Obs.        | —         | MPC                           |
| 241557              | 2010 GL31  | 5 abr 2010  | Kitt Peak          | Spacewatch           | —         | MPC                           |
| 241558              | 2010 GN33  | 9 abr 2010  | Zvezdno Obshtestvo | F. Fratev            | Brangane  | MPC                           |
| 241559              | 2010 GY64  | 6 abr 2010  | Catalina           | CSS                  | —         | MPC                           |
| 241560              | 5002 T-2   | 25 set 1973 | Palomar            | PLS                  | —         | MPC                           |
| 241561              | 2397 T-3   | 16 out 1977 | Palomar            | PLS                  | —         | MPC                           |
| 241562              | 4192 T-3   | 16 out 1977 | Palomar            | PLS                  | —         | MPC                           |
| 241563              | 1981 EZ5   | 7 mar 1981  | Siding Spring      | S. J. Bus            | —         | MPC                           |
| 241564              | 1981 ET11  | 7 mar 1981  | Siding Spring      | S. J. Bus            | —         | MPC                           |
| 241565              | 1981 EU45  | 1 mar 1981  | Siding Spring      | S. J. Bus            | —         | MPC                           |
| 241566              | 1993 FO9   | 17 mar 1993 | La Silla           | UESAC                | —         | MPC                           |
| 241567              | 1993 OJ9   | 20 jul 1993 | La Silla           | E. W. Elst           | —         | MPC                           |
| 241568              | 1993 RN14  | 15 set 1993 | La Silla           | E. W. Elst           | Ursula    | MPC                           |
| 241569              | 1995 CZ3   | 1 fev 1995  | Kitt Peak          | Spacewatch           | —         | MPC                           |
| 241570              | 1995 FK9   | 26 mar 1995 | Kitt Peak          | Spacewatch           | —         | MPC                           |
| 241571              | 1995 MJ2   | 24 jun 1995 | Kitt Peak          | Spacewatch           | —         | MPC                           |
| 241572              | 1995 OM13  | 22 jul 1995 | Kitt Peak          | Spacewatch           | —         | MPC                           |
| 241573              | 1995 QE9   | 28 ago 1995 | Kitt Peak          | Spacewatch           | Vesta     | MPC                           |
| 241574              | 1995 SH17  | 18 set 1996 | Kitt Peak          | Spacewatch           | —         | MPC                           |
| 241575              | 1995 SH21  | 19 set 1996 | Kitt Peak          | Spacewatch           | Ursula    | MPC                           |
| 241576              | 1995 SE31  | 20 set 1996 | Kitt Peak          | Spacewatch           | Vesta     | MPC                           |
| 241577              | 1995 SK31  | 21 set 1996 | Kitt Peak          | Spacewatch           | —         | MPC                           |
| 241578              | 1995 SH50  | 26 set 1996 | Kitt Peak          | Spacewatch           | —         | MPC                           |
| 241579              | 1995 UX40  | 23 set 1996 | Kitt Peak          | Spacewatch           | —         | MPC                           |
| 241580              | 1995 YN12  | 19 set 1996 | Kitt Peak          | Spacewatch           | Juno      | MPC                           |
| 241581              | 1996 RF14  | 8 set 1996  | Kitt Peak          | Spacewatch           | Vesta     | MPC                           |
| 241582              | 1996 RY30  | 13 set 1996 | La Silla           | UDTS                 | Vesta     | MPC                           |
| 241583              | 1996 UV3   | 31 out 1996 | Stroncone          | A. Vagnozzi          | —         | MPC                           |
| 241584              | 1997 CD18  | 7 fev 1997  | Kitt Peak          | Spacewatch           | —         | MPC                           |
| 241585              | 1997 JS2   | 2 mai 1997  | Mauna Kea          | C. Veillet           | —         | MPC                           |
| 241586              | 1997 LT1   | 2 jun 1997  | Kitt Peak          | Spacewatch           | —         | MPC                           |
| 241587              | 1997 NE2   | 3 jul 1997  | Kitt Peak          | Spacewatch           | —         | MPC                           |
| 241588              | 1997 RK1   | 1 set 1997  | Prescott           | P. G. Comba          | —         | MPC                           |
| 241589              | 1997 SG14  | 28 set 1997 | Kitt Peak          | Spacewatch           | Vesta     | MPC                           |
| 241590              | 1998 BM4   | 23 jan 1998 | Modra              | A. Galád             | —         | MPC                           |
| 241591              | 1998 FY24  | 20 mar 1998 | Socorro            | LINEAR               | —         | MPC                           |
| 241592              | 1998 KV    | 21 mai 1998 | Kuma Kogen         | A. Nakamura          | —         | MPC                           |
| 241593              | 1998 KW42  | 28 mai 1998 | Kitt Peak          | Spacewatch           | —         | MPC                           |
| 241594              | 1998 TY    | 12 out 1998 | Kitt Peak          | Spacewatch           | —         | MPC                           |
| 241595              | 1998 WJ39  | 21 nov 1998 | Kitt Peak          | Spacewatch           | —         | MPC                           |
| 241596              | 1998 XM2   | 9 dez 1998  | Socorro            | LINEAR               | —         | MPC                           |
| 241597              | 1998 YD16  | 22 dez 1998 | Kitt Peak          | Spacewatch           | —         | MPC                           |
| 241598              | 1999 GV28  | 7 abr 1999  | Socorro            | LINEAR               | —         | MPC                           |
| 241599              | 1999 JA15  | 12 mai 1999 | Socorro            | LINEAR               | —         | MPC                           |
| 241600              | 1999 JV39  | 1999 05 10  | Socorro            | LINEAR               | —         | MPC                           |

## 241601–241700
| Designação | Designação | Descoberta  | Descoberta     | Descobridor(es)        | Categoria | Mais informações / Referência |
| Permanente | Provisória | Data        | Local          | Descobridor(es)        | Categoria | Mais informações / Referência |
| ---------- | ---------- | ----------- | -------------- | ---------------------- | --------- | ----------------------------- |
| 241601     | 1999 NZ34  | 14 jul 1999 | Socorro        | LINEAR                 | —         | MPC                           |
| 241602     | 1999 RZ61  | 7 set 1999  | Socorro        | LINEAR                 | —         | MPC                           |
| 241603     | 1999 RC110 | 8 set 1999  | Socorro        | LINEAR                 | —         | MPC                           |
| 241604     | 1999 RD133 | 9 set 1999  | Socorro        | LINEAR                 | —         | MPC                           |
| 241605     | 1999 RF140 | 9 set 1999  | Socorro        | LINEAR                 | —         | MPC                           |
| 241606     | 1999 RX199 | 8 set 1999  | Socorro        | LINEAR                 | —         | MPC                           |
| 241607     | 1999 RJ201 | 8 set 1999  | Socorro        | LINEAR                 | —         | MPC                           |
| 241608     | 1999 RA224 | 7 set 1999  | Catalina       | CSS                    | —         | MPC                           |
| 241609     | 1999 RZ237 | 8 set 1999  | Catalina       | CSS                    | —         | MPC                           |
| 241610     | 1999 SZ13  | 29 set 1999 | Catalina       | CSS                    | —         | MPC                           |
| 241611     | 1999 TO10  | 8 out 1999  | San Marcello   | A. Boattini, L. Tesi   | —         | MPC                           |
| 241612     | 1999 TN35  | 4 out 1999  | Socorro        | LINEAR                 | —         | MPC                           |
| 241613     | 1999 TT135 | 6 out 1999  | Socorro        | LINEAR                 | —         | MPC                           |
| 241614     | 1999 TT146 | 7 out 1999  | Socorro        | LINEAR                 | —         | MPC                           |
| 241615     | 1999 TB227 | 4 out 1999  | Kitt Peak      | Spacewatch             | —         | MPC                           |
| 241616     | 1999 TC239 | 4 out 1999  | Socorro        | LINEAR                 | —         | MPC                           |
| 241617     | 1999 TV266 | 3 out 1999  | Socorro        | LINEAR                 | Phocaea   | MPC                           |
| 241618     | 1999 TY271 | 3 out 1999  | Socorro        | LINEAR                 | —         | MPC                           |
| 241619     | 1999 UU9   | 31 out 1999 | Socorro        | LINEAR                 | —         | MPC                           |
| 241620     | 1999 UQ26  | 30 out 1999 | Catalina       | CSS                    | —         | MPC                           |
| 241621     | 1999 UR52  | 31 out 1999 | Catalina       | CSS                    | —         | MPC                           |
| 241622     | 1999 VL5   | 6 nov 1999  | Fountain Hills | C. W. Juels            | —         | MPC                           |
| 241623     | 1999 VT19  | 11 nov 1999 | EverStaR       | Everstar Obs.          | —         | MPC                           |
| 241624     | 1999 VU52  | 3 nov 1999  | Socorro        | LINEAR                 | —         | MPC                           |
| 241625     | 1999 VE63  | 4 nov 1999  | Socorro        | LINEAR                 | —         | MPC                           |
| 241626     | 1999 VC128 | 9 nov 1999  | Kitt Peak      | Spacewatch             | —         | MPC                           |
| 241627     | 1999 VV162 | 14 nov 1999 | Socorro        | LINEAR                 | —         | MPC                           |
| 241628     | 1999 VM164 | 14 nov 1999 | Socorro        | LINEAR                 | —         | MPC                           |
| 241629     | 1999 VC173 | 15 nov 1999 | Socorro        | LINEAR                 | —         | MPC                           |
| 241630     | 1999 VY174 | 4 nov 1999  | Kitt Peak      | Spacewatch             | —         | MPC                           |
| 241631     | 1999 VJ182 | 9 nov 1999  | Socorro        | LINEAR                 | —         | MPC                           |
| 241632     | 1999 VV188 | 15 nov 1999 | Socorro        | LINEAR                 | —         | MPC                           |
| 241633     | 1999 VL202 | 5 nov 1999  | Kitt Peak      | Spacewatch             | —         | MPC                           |
| 241634     | 1999 WA17  | 30 nov 1999 | Kitt Peak      | Spacewatch             | —         | MPC                           |
| 241635     | 1999 XQ    | 2 dez 1999  | Kitt Peak      | Spacewatch             | —         | MPC                           |
| 241636     | 1999 XR46  | 7 dez 1999  | Socorro        | LINEAR                 | —         | MPC                           |
| 241637     | 1999 XO114 | 11 dez 1999 | Socorro        | LINEAR                 | —         | MPC                           |
| 241638     | 1999 XO153 | 7 dez 1999  | Socorro        | LINEAR                 | —         | MPC                           |
| 241639     | 1999 XX217 | 13 dez 1999 | Kitt Peak      | Spacewatch             | —         | MPC                           |
| 241640     | 1999 XS249 | 6 dez 1999  | Socorro        | LINEAR                 | —         | MPC                           |
| 241641     | 1999 XX250 | 5 dez 1999  | Kitt Peak      | Spacewatch             | —         | MPC                           |
| 241642     | 2000 AH145 | 6 jan 2000  | Socorro        | LINEAR                 | —         | MPC                           |
| 241643     | 2000 AJ206 | 3 jan 2000  | Kitt Peak      | Spacewatch             | Vesta     | MPC                           |
| 241644     | 2000 AN208 | 4 jan 2000  | Kitt Peak      | Spacewatch             | —         | MPC                           |
| 241645     | 2000 DP14  | 25 fev 2000 | Catalina       | CSS                    | —         | MPC                           |
| 241646     | 2000 DA72  | 29 fev 2000 | Socorro        | LINEAR                 | —         | MPC                           |
| 241647     | 2000 EL    | 2 mar 2000  | Prescott       | P. G. Comba            | —         | MPC                           |
| 241648     | 2000 EN11  | 4 mar 2000  | Socorro        | LINEAR                 | —         | MPC                           |
| 241649     | 2000 EC140 | 9 mar 2000  | Socorro        | LINEAR                 | —         | MPC                           |
| 241650     | 2000 GO3   | 5 abr 2000  | Socorro        | LINEAR                 | —         | MPC                           |
| 241651     | 2000 GT152 | 6 abr 2000  | Anderson Mesa  | LONEOS                 | —         | MPC                           |
| 241652     | 2000 GZ175 | 2 abr 2000  | Kitt Peak      | Spacewatch             | —         | MPC                           |
| 241653     | 2000 HT6   | 24 abr 2000 | Kitt Peak      | Spacewatch             | —         | MPC                           |
| 241654     | 2000 HN22  | 29 abr 2000 | Socorro        | LINEAR                 | —         | MPC                           |
| 241655     | 2000 HL99  | 26 abr 2000 | Anderson Mesa  | LONEOS                 | —         | MPC                           |
| 241656     | 2000 JM3   | 3 mai 2000  | Socorro        | LINEAR                 | —         | MPC                           |
| 241657     | 2000 JC7   | 6 mai 2000  | Ondřejov       | P. Pravec, P. Kušnirák | —         | MPC                           |
| 241658     | 2000 JR10  | 9 mai 2000  | Socorro        | LINEAR                 | —         | MPC                           |
| 241659     | 2000 JS40  | 5 mai 2000  | Socorro        | LINEAR                 | —         | MPC                           |
| 241660     | 2000 JC46  | 7 mai 2000  | Socorro        | LINEAR                 | —         | MPC                           |
| 241661     | 2000 JA72  | 1 mai 2000  | Anderson Mesa  | LONEOS                 | —         | MPC                           |
| 241662     | 2000 KO44  | 30 mai 2000 | Socorro        | LINEAR                 | —         | MPC                           |
| 241663     | 2000 LJ4   | 4 jun 2000  | Socorro        | LINEAR                 | —         | MPC                           |
| 241664     | 2000 ON8   | 23 jul 2000 | Socorro        | LINEAR                 | —         | MPC                           |
| 241665     | 2000 OO26  | 23 jul 2000 | Socorro        | LINEAR                 | —         | MPC                           |
| 241666     | 2000 OE38  | 30 jul 2000 | Socorro        | LINEAR                 | —         | MPC                           |
| 241667     | 2000 OG39  | 30 jul 2000 | Socorro        | LINEAR                 | —         | MPC                           |
| 241668     | 2000 OQ58  | 29 jul 2000 | Anderson Mesa  | LONEOS                 | —         | MPC                           |
| 241669     | 2000 OS68  | 29 jul 2000 | Anderson Mesa  | LONEOS                 | —         | MPC                           |
| 241670     | 2000 PH12  | 2 ago 2000  | Socorro        | LINEAR                 | —         | MPC                           |
| 241671     | 2000 QZ21  | 24 ago 2000 | Socorro        | LINEAR                 | —         | MPC                           |
| 241672     | 2000 QT62  | 28 ago 2000 | Socorro        | LINEAR                 | —         | MPC                           |
| 241673     | 2000 QG70  | 26 ago 2000 | Socorro        | LINEAR                 | —         | MPC                           |
| 241674     | 2000 QA77  | 24 ago 2000 | Socorro        | LINEAR                 | —         | MPC                           |
| 241675     | 2000 QE77  | 24 ago 2000 | Socorro        | LINEAR                 | —         | MPC                           |
| 241676     | 2000 QW158 | 31 ago 2000 | Socorro        | LINEAR                 | —         | MPC                           |
| 241677     | 2000 QG161 | 31 ago 2000 | Socorro        | LINEAR                 | —         | MPC                           |
| 241678     | 2000 QW169 | 31 ago 2000 | Socorro        | LINEAR                 | —         | MPC                           |
| 241679     | 2000 QF186 | 26 ago 2000 | Socorro        | LINEAR                 | —         | MPC                           |
| 241680     | 2000 QZ210 | 31 ago 2000 | Socorro        | LINEAR                 | Chloris   | MPC                           |
| 241681     | 2000 RX8   | 1 set 2000  | River Oaks     | W. Holliday            | —         | MPC                           |
| 241682     | 2000 RD21  | 1 set 2000  | Socorro        | LINEAR                 | —         | MPC                           |
| 241683     | 2000 RP79  | 1 set 2000  | Socorro        | LINEAR                 | —         | MPC                           |
| 241684     | 2000 RV86  | 2 set 2000  | Anderson Mesa  | LONEOS                 | —         | MPC                           |
| 241685     | 2000 RW87  | 2 set 2000  | Anderson Mesa  | LONEOS                 | —         | MPC                           |
| 241686     | 2000 RV98  | 5 set 2000  | Anderson Mesa  | LONEOS                 | Pallas    | MPC                           |
| 241687     | 2000 SZ16  | 23 set 2000 | Socorro        | LINEAR                 | Brangane  | MPC                           |
| 241688     | 2000 SF26  | 23 set 2000 | Socorro        | LINEAR                 | —         | MPC                           |
| 241689     | 2000 SO50  | 23 set 2000 | Socorro        | LINEAR                 | —         | MPC                           |
| 241690     | 2000 SK53  | 24 set 2000 | Socorro        | LINEAR                 | —         | MPC                           |
| 241691     | 2000 SP70  | 24 set 2000 | Socorro        | LINEAR                 | —         | MPC                           |
| 241692     | 2000 SP97  | 23 set 2000 | Socorro        | LINEAR                 | —         | MPC                           |
| 241693     | 2000 SK99  | 23 set 2000 | Socorro        | LINEAR                 | —         | MPC                           |
| 241694     | 2000 SU105 | 24 set 2000 | Socorro        | LINEAR                 | —         | MPC                           |
| 241695     | 2000 SL136 | 23 set 2000 | Socorro        | LINEAR                 | —         | MPC                           |
| 241696     | 2000 SD139 | 23 set 2000 | Socorro        | LINEAR                 | —         | MPC                           |
| 241697     | 2000 SG139 | 23 set 2000 | Socorro        | LINEAR                 | —         | MPC                           |
| 241698     | 2000 SK166 | 23 set 2000 | Socorro        | LINEAR                 | Brangane  | MPC                           |
| 241699     | 2000 SO168 | 23 set 2000 | Socorro        | LINEAR                 | —         | MPC                           |
| 241700     | 2000 SV175 | 28 set 2000 | Socorro        | LINEAR                 | —         | MPC                           |

## 241701–241800
| Designação | Designação | Descoberta  | Descoberta       | Descobridor(es) | Categoria | Mais informações / Referência |
| Permanente | Provisória | Data        | Local            | Descobridor(es) | Categoria | Mais informações / Referência |
| ---------- | ---------- | ----------- | ---------------- | --------------- | --------- | ----------------------------- |
| 241701     | 2000 SK191 | 24 set 2000 | Socorro          | LINEAR          | —         | MPC                           |
| 241702     | 2000 SQ231 | 24 set 2000 | Socorro          | LINEAR          | —         | MPC                           |
| 241703     | 2000 ST267 | 27 set 2000 | Socorro          | LINEAR          | —         | MPC                           |
| 241704     | 2000 SD270 | 27 set 2000 | Socorro          | LINEAR          | Pallas    | MPC                           |
| 241705     | 2000 SA305 | 30 set 2000 | Socorro          | LINEAR          | —         | MPC                           |
| 241706     | 2000 SK340 | 24 set 2000 | Socorro          | LINEAR          | —         | MPC                           |
| 241707     | 2000 SS348 | 30 set 2000 | Anderson Mesa    | LONEOS          | Brangane  | MPC                           |
| 241708     | 2000 SD352 | 30 set 2000 | Anderson Mesa    | LONEOS          | —         | MPC                           |
| 241709     | 2000 SQ360 | 26 set 2000 | Haleakalā        | NEAT            | —         | MPC                           |
| 241710     | 2000 SF367 | 21 set 2000 | Kitt Peak        | Spacewatch      | —         | MPC                           |
| 241711     | 2000 TD    | 1 out 2000  | Prescott         | P. G. Comba     | —         | MPC                           |
| 241712     | 2000 TP2   | 1 out 2000  | Socorro          | LINEAR          | —         | MPC                           |
| 241713     | 2000 TJ22  | 3 out 2000  | Socorro          | LINEAR          | —         | MPC                           |
| 241714     | 2000 TX27  | 3 out 2000  | Socorro          | LINEAR          | —         | MPC                           |
| 241715     | 2000 TP63  | 3 out 2000  | Socorro          | LINEAR          | —         | MPC                           |
| 241716     | 2000 UO10  | 24 out 2000 | Socorro          | LINEAR          | —         | MPC                           |
| 241717     | 2000 UM26  | 24 out 2000 | Socorro          | LINEAR          | —         | MPC                           |
| 241718     | 2000 UC35  | 24 out 2000 | Socorro          | LINEAR          | —         | MPC                           |
| 241719     | 2000 UN41  | 24 out 2000 | Socorro          | LINEAR          | —         | MPC                           |
| 241720     | 2000 UZ43  | 24 out 2000 | Socorro          | LINEAR          | —         | MPC                           |
| 241721     | 2000 UF53  | 24 out 2000 | Socorro          | LINEAR          | —         | MPC                           |
| 241722     | 2000 UA75  | 31 out 2000 | Socorro          | LINEAR          | —         | MPC                           |
| 241723     | 2000 UL92  | 25 out 2000 | Socorro          | LINEAR          | —         | MPC                           |
| 241724     | 2000 UU114 | 25 out 2000 | Socorro          | LINEAR          | —         | MPC                           |
| 241725     | 2000 VM    | 1 nov 2000  | Kitt Peak        | Spacewatch      | —         | MPC                           |
| 241726     | 2000 VE7   | 1 nov 2000  | Socorro          | LINEAR          | —         | MPC                           |
| 241727     | 2000 VS24  | 1 nov 2000  | Socorro          | LINEAR          | —         | MPC                           |
| 241728     | 2000 VL35  | 1 nov 2000  | Socorro          | LINEAR          | Chloris   | MPC                           |
| 241729     | 2000 VG42  | 1 nov 2000  | Socorro          | LINEAR          | —         | MPC                           |
| 241730     | 2000 VE50  | 2 nov 2000  | Socorro          | LINEAR          | —         | MPC                           |
| 241731     | 2000 VL58  | 2 nov 2000  | Socorro          | LINEAR          | Eunomia   | MPC                           |
| 241732     | 2000 WG2   | 17 nov 2000 | Socorro          | LINEAR          | —         | MPC                           |
| 241733     | 2000 WN93  | 21 nov 2000 | Socorro          | LINEAR          | —         | MPC                           |
| 241734     | 2000 WV93  | 21 nov 2000 | Socorro          | LINEAR          | —         | MPC                           |
| 241735     | 2000 WS131 | 20 nov 2000 | Anderson Mesa    | LONEOS          | —         | MPC                           |
| 241736     | 2000 WC136 | 20 nov 2000 | Socorro          | LINEAR          | —         | MPC                           |
| 241737     | 2000 WD141 | 19 nov 2000 | Socorro          | LINEAR          | —         | MPC                           |
| 241738     | 2000 WM188 | 18 nov 2000 | Anderson Mesa    | LONEOS          | —         | MPC                           |
| 241739     | 2000 XR8   | 1 dez 2000  | Socorro          | LINEAR          | —         | MPC                           |
| 241740     | 2000 XF22  | 4 dez 2000  | Socorro          | LINEAR          | Pallas    | MPC                           |
| 241741     | 2000 XK36  | 5 dez 2000  | Socorro          | LINEAR          | —         | MPC                           |
| 241742     | 2000 YD11  | 22 dez 2000 | Socorro          | LINEAR          | —         | MPC                           |
| 241743     | 2000 YB46  | 30 dez 2000 | Socorro          | LINEAR          | —         | MPC                           |
| 241744     | 2000 YR64  | 27 dez 2000 | Kitt Peak        | Spacewatch      | —         | MPC                           |
| 241745     | 2000 YX71  | 30 dez 2000 | Socorro          | LINEAR          | —         | MPC                           |
| 241746     | 2000 YY84  | 30 dez 2000 | Socorro          | LINEAR          | —         | MPC                           |
| 241747     | 2001 AB27  | 5 jan 2001  | Socorro          | LINEAR          | —         | MPC                           |
| 241748     | 2001 AB30  | 4 jan 2001  | Socorro          | LINEAR          | —         | MPC                           |
| 241749     | 2001 AA41  | 3 jan 2001  | Anderson Mesa    | LONEOS          | —         | MPC                           |
| 241750     | 2001 BV8   | 19 jan 2001 | Socorro          | LINEAR          | Pallas    | MPC                           |
| 241751     | 2001 BD11  | 16 jan 2001 | Haleakala        | NEAT            | —         | MPC                           |
| 241752     | 2001 BD40  | 21 jan 2001 | Socorro          | LINEAR          | —         | MPC                           |
| 241753     | 2001 BC43  | 19 jan 2001 | Socorro          | LINEAR          | —         | MPC                           |
| 241754     | 2001 CA1   | 1 fev 2001  | Socorro          | LINEAR          | Vesta     | MPC                           |
| 241755     | 2001 CB34  | 13 fev 2001 | Socorro          | LINEAR          | —         | MPC                           |
| 241756     | 2001 DD18  | 16 fev 2001 | Socorro          | LINEAR          | —         | MPC                           |
| 241757     | 2001 DO27  | 17 fev 2001 | Socorro          | LINEAR          | —         | MPC                           |
| 241758     | 2001 DD31  | 17 fev 2001 | Socorro          | LINEAR          | —         | MPC                           |
| 241759     | 2001 DT35  | 19 fev 2001 | Socorro          | LINEAR          | —         | MPC                           |
| 241760     | 2001 DO62  | 19 fev 2001 | Socorro          | LINEAR          | —         | MPC                           |
| 241761     | 2001 DP79  | 20 fev 2001 | Haleakala        | NEAT            | —         | MPC                           |
| 241762     | 2001 DJ102 | 16 fev 2001 | Socorro          | LINEAR          | —         | MPC                           |
| 241763     | 2001 FG58  | 19 mar 2001 | Socorro          | LINEAR          | —         | MPC                           |
| 241764     | 2001 FR67  | 19 mar 2001 | Socorro          | LINEAR          | —         | MPC                           |
| 241765     | 2001 FG97  | 16 mar 2001 | Socorro          | LINEAR          | —         | MPC                           |
| 241766     | 2001 FQ101 | 17 mar 2001 | Socorro          | LINEAR          | Phocaea   | MPC                           |
| 241767     | 2001 FL123 | 23 mar 2001 | Anderson Mesa    | LONEOS          | —         | MPC                           |
| 241768     | 2001 FP171 | 24 mar 2001 | Haleakala        | NEAT            | Phocaea   | MPC                           |
| 241769     | 2001 FW171 | 24 mar 2001 | Haleakala        | NEAT            | —         | MPC                           |
| 241770     | 2001 FA180 | 20 mar 2001 | Anderson Mesa    | LONEOS          | —         | MPC                           |
| 241771     | 2001 HD3   | 17 abr 2001 | Socorro          | LINEAR          | —         | MPC                           |
| 241772     | 2001 HD40  | 30 abr 2001 | Kitt Peak        | Spacewatch      | —         | MPC                           |
| 241773     | 2001 JA2   | 15 mai 2001 | Kitt Peak        | Spacewatch      | —         | MPC                           |
| 241774     | 2001 KD    | 16 mai 2001 | Socorro          | LINEAR          | —         | MPC                           |
| 241775     | 2001 KE51  | 24 mai 2001 | Socorro          | LINEAR          | Pallas    | MPC                           |
| 241776     | 2001 MM6   | 21 jun 2001 | Palomar          | NEAT            | —         | MPC                           |
| 241777     | 2001 NC9   | 13 jul 2001 | Palomar          | NEAT            | —         | MPC                           |
| 241778     | 2001 NV14  | 13 jul 2001 | Palomar          | NEAT            | Brangane  | MPC                           |
| 241779     | 2001 NG15  | 13 jul 2001 | Palomar          | NEAT            | —         | MPC                           |
| 241780     | 2001 OK    | 17 jul 2001 | Badlands         | Badlands Obs.   | —         | MPC                           |
| 241781     | 2001 OJ21  | 21 jul 2001 | Anderson Mesa    | LONEOS          | —         | MPC                           |
| 241782     | 2001 OG31  | 19 jul 2001 | Palomar          | NEAT            | —         | MPC                           |
| 241783     | 2001 OX87  | 31 jul 2001 | Palomar          | NEAT            | —         | MPC                           |
| 241784     | 2001 OU90  | 25 jul 2001 | Haleakala        | NEAT            | —         | MPC                           |
| 241785     | 2001 OJ103 | 29 jul 2001 | Socorro          | LINEAR          | Phocaea   | MPC                           |
| 241786     | 2001 PR5   | 10 ago 2001 | Palomar          | NEAT            | —         | MPC                           |
| 241787     | 2001 PE13  | 12 ago 2001 | Ondřejov         | P. Kušnirák     | —         | MPC                           |
| 241788     | 2001 PS34  | 10 ago 2001 | Palomar          | NEAT            | —         | MPC                           |
| 241789     | 2001 PP35  | 11 ago 2001 | Palomar          | NEAT            | —         | MPC                           |
| 241790     | 2001 PN40  | 11 ago 2001 | Palomar          | NEAT            | —         | MPC                           |
| 241791     | 2001 PB51  | 15 ago 2001 | Bergisch Gladbac | W. Bickel       | —         | MPC                           |
| 241792     | 2001 PN58  | 14 ago 2001 | Haleakala        | NEAT            | —         | MPC                           |
| 241793     | 2001 QG6   | 16 ago 2001 | Socorro          | LINEAR          | —         | MPC                           |
| 241794     | 2001 QK61  | 16 ago 2001 | Socorro          | LINEAR          | —         | MPC                           |
| 241795     | 2001 QQ110 | 24 ago 2001 | Ondřejov         | P. Kušnirák     | —         | MPC                           |
| 241796     | 2001 QT190 | 22 ago 2001 | Socorro          | LINEAR          | —         | MPC                           |
| 241797     | 2001 QV190 | 22 ago 2001 | Socorro          | LINEAR          | —         | MPC                           |
| 241798     | 2001 QO192 | 22 ago 2001 | Socorro          | LINEAR          | —         | MPC                           |
| 241799     | 2001 QR196 | 22 ago 2001 | Socorro          | LINEAR          | —         | MPC                           |
| 241800     | 2001 QM199 | 22 ago 2001 | Palomar          | NEAT            | —         | MPC                           |

## 241801–241900
| Designação | Designação | Descoberta  | Descoberta       | Descobridor(es)   | Categoria | Mais informações / Referência |
| Permanente | Provisória | Data        | Local            | Descobridor(es)   | Categoria | Mais informações / Referência |
| ---------- | ---------- | ----------- | ---------------- | ----------------- | --------- | ----------------------------- |
| 241801     | 2001 QA227 | 24 ago 2001 | Anderson Mesa    | LONEOS            | —         | MPC                           |
| 241802     | 2001 QA259 | 25 ago 2001 | Socorro          | LINEAR            | —         | MPC                           |
| 241803     | 2001 QG274 | 19 ago 2001 | Socorro          | LINEAR            | —         | MPC                           |
| 241804     | 2001 QW282 | 19 ago 2001 | Haleakala        | NEAT              | —         | MPC                           |
| 241805     | 2001 QA328 | 21 ago 2001 | Cerro Tololo     | Cerro Tololo Obs. | —         | MPC                           |
| 241806     | 2001 QW333 | 19 ago 2001 | Socorro          | LINEAR            | —         | MPC                           |
| 241807     | 2001 RQ2   | 8 set 2001  | Goodricke-Pigott | R. A. Tucker      | —         | MPC                           |
| 241808     | 2001 RH9   | 8 set 2001  | Socorro          | LINEAR            | —         | MPC                           |
| 241809     | 2001 RA16  | 10 set 2001 | Socorro          | LINEAR            | —         | MPC                           |
| 241810     | 2001 RJ40  | 10 set 2001 | Socorro          | LINEAR            | Brangane  | MPC                           |
| 241811     | 2001 RW40  | 11 set 2001 | Socorro          | LINEAR            | —         | MPC                           |
| 241812     | 2001 RH102 | 12 set 2001 | Socorro          | LINEAR            | —         | MPC                           |
| 241813     | 2001 RR108 | 12 set 2001 | Socorro          | LINEAR            | —         | MPC                           |
| 241814     | 2001 RB152 | 11 set 2001 | Anderson Mesa    | LONEOS            | —         | MPC                           |
| 241815     | 2001 RV154 | 12 set 2001 | Socorro          | LINEAR            | Brangane  | MPC                           |
| 241816     | 2001 SA33  | 16 set 2001 | Socorro          | LINEAR            | —         | MPC                           |
| 241817     | 2001 SH39  | 16 set 2001 | Socorro          | LINEAR            | —         | MPC                           |
| 241818     | 2001 SR67  | 17 set 2001 | Socorro          | LINEAR            | —         | MPC                           |
| 241819     | 2001 SW75  | 19 set 2001 | Anderson Mesa    | LONEOS            | —         | MPC                           |
| 241820     | 2001 SY87  | 20 set 2001 | Socorro          | LINEAR            | —         | MPC                           |
| 241821     | 2001 SZ92  | 20 set 2001 | Socorro          | LINEAR            | —         | MPC                           |
| 241822     | 2001 SX107 | 20 set 2001 | Socorro          | LINEAR            | —         | MPC                           |
| 241823     | 2001 SS135 | 16 set 2001 | Socorro          | LINEAR            | —         | MPC                           |
| 241824     | 2001 SV142 | 16 set 2001 | Socorro          | LINEAR            | —         | MPC                           |
| 241825     | 2001 SH170 | 16 set 2001 | Socorro          | LINEAR            | —         | MPC                           |
| 241826     | 2001 SL209 | 19 set 2001 | Socorro          | LINEAR            | —         | MPC                           |
| 241827     | 2001 SR209 | 19 set 2001 | Socorro          | LINEAR            | —         | MPC                           |
| 241828     | 2001 SF214 | 19 set 2001 | Socorro          | LINEAR            | —         | MPC                           |
| 241829     | 2001 SP220 | 19 set 2001 | Socorro          | LINEAR            | —         | MPC                           |
| 241830     | 2001 SK233 | 19 set 2001 | Socorro          | LINEAR            | —         | MPC                           |
| 241831     | 2001 SL236 | 19 set 2001 | Socorro          | LINEAR            | —         | MPC                           |
| 241832     | 2001 SD238 | 19 set 2001 | Socorro          | LINEAR            | —         | MPC                           |
| 241833     | 2001 SR259 | 20 set 2001 | Socorro          | LINEAR            | —         | MPC                           |
| 241834     | 2001 SB290 | 29 set 2001 | Palomar          | NEAT              | —         | MPC                           |
| 241835     | 2001 SX293 | 19 set 2001 | Socorro          | LINEAR            | Themis    | MPC                           |
| 241836     | 2001 SN295 | 20 set 2001 | Socorro          | LINEAR            | —         | MPC                           |
| 241837     | 2001 SY313 | 21 set 2001 | Socorro          | LINEAR            | —         | MPC                           |
| 241838     | 2001 SZ318 | 21 set 2001 | Socorro          | LINEAR            | —         | MPC                           |
| 241839     | 2001 SO339 | 21 set 2001 | Anderson Mesa    | LONEOS            | —         | MPC                           |
| 241840     | 2001 SR341 | 21 set 2001 | Palomar          | NEAT              | —         | MPC                           |
| 241841     | 2001 SW341 | 21 set 2001 | Anderson Mesa    | LONEOS            | —         | MPC                           |
| 241842     | 2001 SY346 | 25 set 2001 | Socorro          | LINEAR            | —         | MPC                           |
| 241843     | 2001 TY10  | 13 out 2001 | Socorro          | LINEAR            | —         | MPC                           |
| 241844     | 2001 TY12  | 11 out 2001 | Socorro          | LINEAR            | —         | MPC                           |
| 241845     | 2001 TH14  | 6 out 2001  | Palomar          | NEAT              | —         | MPC                           |
| 241846     | 2001 TK34  | 14 out 2001 | Socorro          | LINEAR            | —         | MPC                           |
| 241847     | 2001 TY54  | 14 out 2001 | Socorro          | LINEAR            | —         | MPC                           |
| 241848     | 2001 TK67  | 13 out 2001 | Socorro          | LINEAR            | —         | MPC                           |
| 241849     | 2001 TB86  | 14 out 2001 | Socorro          | LINEAR            | Ursula    | MPC                           |
| 241850     | 2001 TH86  | 14 out 2001 | Socorro          | LINEAR            | —         | MPC                           |
| 241851     | 2001 TE92  | 14 out 2001 | Socorro          | LINEAR            | —         | MPC                           |
| 241852     | 2001 TL94  | 14 out 2001 | Socorro          | LINEAR            | —         | MPC                           |
| 241853     | 2001 TQ98  | 14 out 2001 | Socorro          | LINEAR            | —         | MPC                           |
| 241854     | 2001 TL104 | 15 out 2001 | Desert Eagle     | W. K. Y. Yeung    | —         | MPC                           |
| 241855     | 2001 TM109 | 14 out 2001 | Socorro          | LINEAR            | —         | MPC                           |
| 241856     | 2001 TT119 | 15 out 2001 | Socorro          | LINEAR            | —         | MPC                           |
| 241857     | 2001 TQ134 | 13 out 2001 | Palomar          | NEAT              | —         | MPC                           |
| 241858     | 2001 TF171 | 15 out 2001 | Palomar          | NEAT              | —         | MPC                           |
| 241859     | 2001 TX171 | 13 out 2001 | Anderson Mesa    | LONEOS            | —         | MPC                           |
| 241860     | 2001 TH178 | 14 out 2001 | Socorro          | LINEAR            | —         | MPC                           |
| 241861     | 2001 TX178 | 14 out 2001 | Socorro          | LINEAR            | —         | MPC                           |
| 241862     | 2001 TE184 | 14 out 2001 | Socorro          | LINEAR            | —         | MPC                           |
| 241863     | 2001 TG184 | 14 out 2001 | Socorro          | LINEAR            | —         | MPC                           |
| 241864     | 2001 TL202 | 11 out 2001 | Socorro          | LINEAR            | —         | MPC                           |
| 241865     | 2001 TX202 | 11 out 2001 | Socorro          | LINEAR            | —         | MPC                           |
| 241866     | 2001 TA210 | 13 out 2001 | Palomar          | NEAT              | —         | MPC                           |
| 241867     | 2001 TW214 | 13 out 2001 | Palomar          | NEAT              | —         | MPC                           |
| 241868     | 2001 TY222 | 14 out 2001 | Socorro          | LINEAR            | —         | MPC                           |
| 241869     | 2001 TW224 | 14 out 2001 | Socorro          | LINEAR            | Brangane  | MPC                           |
| 241870     | 2001 TW232 | 15 out 2001 | Kitt Peak        | Spacewatch        | —         | MPC                           |
| 241871     | 2001 UL8   | 17 out 2001 | Socorro          | LINEAR            | —         | MPC                           |
| 241872     | 2001 UR27  | 23 out 2001 | Socorro          | LINEAR            | —         | MPC                           |
| 241873     | 2001 UP56  | 17 out 2001 | Socorro          | LINEAR            | —         | MPC                           |
| 241874     | 2001 UW89  | 21 out 2001 | Kitt Peak        | Spacewatch        | —         | MPC                           |
| 241875     | 2001 UB92  | 18 out 2001 | Palomar          | NEAT              | —         | MPC                           |
| 241876     | 2001 UL121 | 22 out 2001 | Socorro          | LINEAR            | Brangane  | MPC                           |
| 241877     | 2001 UJ137 | 23 out 2001 | Socorro          | LINEAR            | —         | MPC                           |
| 241878     | 2001 UR164 | 19 out 2001 | Palomar          | NEAT              | —         | MPC                           |
| 241879     | 2001 UC185 | 17 out 2001 | Palomar          | NEAT              | —         | MPC                           |
| 241880     | 2001 UZ201 | 19 out 2001 | Palomar          | NEAT              | —         | MPC                           |
| 241881     | 2001 UD211 | 21 out 2001 | Socorro          | LINEAR            | —         | MPC                           |
| 241882     | 2001 VJ8   | 9 nov 2001  | Socorro          | LINEAR            | —         | MPC                           |
| 241883     | 2001 VC31  | 9 nov 2001  | Socorro          | LINEAR            | —         | MPC                           |
| 241884     | 2001 VB34  | 9 nov 2001  | Socorro          | LINEAR            | —         | MPC                           |
| 241885     | 2001 VK45  | 9 nov 2001  | Socorro          | LINEAR            | —         | MPC                           |
| 241886     | 2001 VX46  | 9 nov 2001  | Socorro          | LINEAR            | —         | MPC                           |
| 241887     | 2001 VK56  | 10 nov 2001 | Socorro          | LINEAR            | —         | MPC                           |
| 241888     | 2001 VM91  | 15 nov 2001 | Socorro          | LINEAR            | —         | MPC                           |
| 241889     | 2001 VA96  | 15 nov 2001 | Socorro          | LINEAR            | —         | MPC                           |
| 241890     | 2001 VR108 | 12 nov 2001 | Socorro          | LINEAR            | —         | MPC                           |
| 241891     | 2001 WD6   | 17 nov 2001 | Socorro          | LINEAR            | —         | MPC                           |
| 241892     | 2001 WR10  | 17 nov 2001 | Socorro          | LINEAR            | Eos       | MPC                           |
| 241893     | 2001 WF12  | 17 nov 2001 | Socorro          | LINEAR            | Ursula    | MPC                           |
| 241894     | 2001 WM27  | 17 nov 2001 | Socorro          | LINEAR            | —         | MPC                           |
| 241895     | 2001 WF43  | 18 nov 2001 | Socorro          | LINEAR            | —         | MPC                           |
| 241896     | 2001 WQ72  | 20 nov 2001 | Socorro          | LINEAR            | —         | MPC                           |
| 241897     | 2001 XQ10  | 10 dez 2001 | Socorro          | LINEAR            | —         | MPC                           |
| 241898     | 2001 XL72  | 11 dez 2001 | Socorro          | LINEAR            | —         | MPC                           |
| 241899     | 2001 XE132 | 14 dez 2001 | Socorro          | LINEAR            | —         | MPC                           |
| 241900     | 2001 XF141 | 14 dez 2001 | Socorro          | LINEAR            | Ursula    | MPC                           |

## 241901–242000
| Designação | Designação | Descoberta  | Descoberta       | Descobridor(es)     | Categoria | Mais informações / Referência |
| Permanente | Provisória | Data        | Local            | Descobridor(es)     | Categoria | Mais informações / Referência |
| ---------- | ---------- | ----------- | ---------------- | ------------------- | --------- | ----------------------------- |
| 241901     | 2001 XF149 | 14 dez 2001 | Socorro          | LINEAR              | —         | MPC                           |
| 241902     | 2001 XR187 | 14 dez 2001 | Socorro          | LINEAR              | —         | MPC                           |
| 241903     | 2001 XF212 | 11 dez 2001 | Socorro          | LINEAR              | —         | MPC                           |
| 241904     | 2001 XP213 | 11 dez 2001 | Socorro          | LINEAR              | —         | MPC                           |
| 241905     | 2001 XW259 | 9 dez 2001  | Anderson Mesa    | LONEOS              | —         | MPC                           |
| 241906     | 2001 YR86  | 18 dez 2001 | Socorro          | LINEAR              | —         | MPC                           |
| 241907     | 2001 YN104 | 17 dez 2001 | Socorro          | LINEAR              | —         | MPC                           |
| 241908     | 2001 YH142 | 17 dez 2001 | Kitt Peak        | Spacewatch          | —         | MPC                           |
| 241909     | 2001 YS148 | 18 dez 2001 | Socorro          | LINEAR              | —         | MPC                           |
| 241910     | 2002 AH12  | 10 jan 2002 | Campo Imperatore | CINEOS              | —         | MPC                           |
| 241911     | 2002 AV22  | 5 jan 2002  | Palomar          | NEAT                | —         | MPC                           |
| 241912     | 2002 AE36  | 9 jan 2002  | Socorro          | LINEAR              | —         | MPC                           |
| 241913     | 2002 AP47  | 9 jan 2002  | Socorro          | LINEAR              | —         | MPC                           |
| 241914     | 2002 AZ54  | 9 jan 2002  | Socorro          | LINEAR              | —         | MPC                           |
| 241915     | 2002 AK60  | 9 jan 2002  | Socorro          | LINEAR              | —         | MPC                           |
| 241916     | 2002 AE90  | 11 jan 2002 | Socorro          | LINEAR              | —         | MPC                           |
| 241917     | 2002 AK146 | 13 jan 2002 | Socorro          | LINEAR              | —         | MPC                           |
| 241918     | 2002 AQ150 | 14 jan 2002 | Socorro          | LINEAR              | —         | MPC                           |
| 241919     | 2002 AK182 | 5 jan 2002  | Palomar          | NEAT                | —         | MPC                           |
| 241920     | 2002 AD186 | 8 jan 2002  | Socorro          | LINEAR              | —         | MPC                           |
| 241921     | 2002 AG186 | 8 jan 2002  | Socorro          | LINEAR              | —         | MPC                           |
| 241922     | 2002 BU    | 21 jan 2002 | Desert Eagle     | W. K. Y. Yeung      | —         | MPC                           |
| 241923     | 2002 BM23  | 23 jan 2002 | Socorro          | LINEAR              | —         | MPC                           |
| 241924     | 2002 CH12  | 7 fev 2002  | Socorro          | LINEAR              | —         | MPC                           |
| 241925     | 2002 CP22  | 5 fev 2002  | Palomar          | NEAT                | —         | MPC                           |
| 241926     | 2002 CK23  | 5 fev 2002  | Haleakala        | NEAT                | —         | MPC                           |
| 241927     | 2002 CT32  | 6 fev 2002  | Socorro          | LINEAR              | —         | MPC                           |
| 241928     | 2002 CF33  | 6 fev 2002  | Socorro          | LINEAR              | —         | MPC                           |
| 241929     | 2002 CP36  | 7 fev 2002  | Socorro          | LINEAR              | —         | MPC                           |
| 241930     | 2002 CC38  | 7 fev 2002  | Socorro          | LINEAR              | —         | MPC                           |
| 241931     | 2002 CF39  | 11 fev 2002 | Desert Eagle     | W. K. Y. Yeung      | —         | MPC                           |
| 241932     | 2002 CF46  | 8 fev 2002  | Palomar          | NEAT                | —         | MPC                           |
| 241933     | 2002 CO48  | 3 fev 2002  | Haleakala        | NEAT                | —         | MPC                           |
| 241934     | 2002 CA60  | 6 fev 2002  | Socorro          | LINEAR              | —         | MPC                           |
| 241935     | 2002 CN70  | 7 fev 2002  | Socorro          | LINEAR              | —         | MPC                           |
| 241936     | 2002 CX82  | 7 fev 2002  | Socorro          | LINEAR              | Mitidika  | MPC                           |
| 241937     | 2002 CG86  | 7 fev 2002  | Socorro          | LINEAR              | —         | MPC                           |
| 241938     | 2002 CE96  | 7 fev 2002  | Socorro          | LINEAR              | —         | MPC                           |
| 241939     | 2002 CB122 | 7 fev 2002  | Socorro          | LINEAR              | —         | MPC                           |
| 241940     | 2002 CS122 | 7 fev 2002  | Socorro          | LINEAR              | Mitidika  | MPC                           |
| 241941     | 2002 CY135 | 8 fev 2002  | Socorro          | LINEAR              | —         | MPC                           |
| 241942     | 2002 CQ136 | 8 fev 2002  | Socorro          | LINEAR              | —         | MPC                           |
| 241943     | 2002 CR138 | 8 fev 2002  | Socorro          | LINEAR              | —         | MPC                           |
| 241944     | 2002 CU147 | 10 fev 2002 | Socorro          | LINEAR              | —         | MPC                           |
| 241945     | 2002 CJ198 | 10 fev 2002 | Socorro          | LINEAR              | —         | MPC                           |
| 241946     | 2002 CR219 | 10 fev 2002 | Socorro          | LINEAR              | —         | MPC                           |
| 241947     | 2002 CY238 | 11 fev 2002 | Socorro          | LINEAR              | —         | MPC                           |
| 241948     | 2002 CV259 | 7 fev 2002  | Kitt Peak        | Spacewatch          | —         | MPC                           |
| 241949     | 2002 CV286 | 8 fev 2002  | Anderson Mesa    | LONEOS              | —         | MPC                           |
| 241950     | 2002 DA3   | 17 fev 2002 | Needville        | Needville Obs.      | —         | MPC                           |
| 241951     | 2002 DD3   | 19 fev 2002 | Socorro          | LINEAR              | —         | MPC                           |
| 241952     | 2002 DD8   | 19 fev 2002 | Socorro          | LINEAR              | —         | MPC                           |
| 241953     | 2002 DH11  | 20 fev 2002 | Socorro          | LINEAR              | —         | MPC                           |
| 241954     | 2002 ER7   | 10 mar 2002 | Socorro          | LINEAR              | —         | MPC                           |
| 241955     | 2002 ET7   | 12 mar 2002 | Socorro          | LINEAR              | —         | MPC                           |
| 241956     | 2002 ET8   | 12 mar 2002 | Palomar          | NEAT                | Vesta     | MPC                           |
| 241957     | 2002 EO46  | 11 mar 2002 | Haleakala        | NEAT                | —         | MPC                           |
| 241958     | 2002 ED72  | 13 mar 2002 | Socorro          | LINEAR              | Vesta     | MPC                           |
| 241959     | 2002 EE102 | 6 mar 2002  | Socorro          | LINEAR              | —         | MPC                           |
| 241960     | 2002 EK122 | 12 mar 2002 | Palomar          | NEAT                | —         | MPC                           |
| 241961     | 2002 EN148 | 15 mar 2002 | Palomar          | NEAT                | —         | MPC                           |
| 241962     | 2002 FA10  | 16 mar 2002 | Socorro          | LINEAR              | —         | MPC                           |
| 241963     | 2002 FQ28  | 20 mar 2002 | Socorro          | LINEAR              | —         | MPC                           |
| 241964     | 2002 FC35  | 20 mar 2002 | Kitt Peak        | Spacewatch          | —         | MPC                           |
| 241965     | 2002 FP36  | 20 mar 2002 | Kitt Peak        | Spacewatch          | —         | MPC                           |
| 241966     | 2002 GC4   | 9 abr 2002  | Palomar          | NEAT                | —         | MPC                           |
| 241967     | 2002 GO10  | 8 abr 2002  | Bergisch Gladbac | W. Bickel           | —         | MPC                           |
| 241968     | 2002 GM11  | 14 abr 2002 | Desert Eagle     | W. K. Y. Yeung      | —         | MPC                           |
| 241969     | 2002 GT63  | 8 abr 2002  | Palomar          | NEAT                | —         | MPC                           |
| 241970     | 2002 GY104 | 10 abr 2002 | Socorro          | LINEAR              | —         | MPC                           |
| 241971     | 2002 GL106 | 11 abr 2002 | Anderson Mesa    | LONEOS              | —         | MPC                           |
| 241972     | 2002 GB119 | 12 abr 2002 | Palomar          | NEAT                | Ursula    | MPC                           |
| 241973     | 2002 GV163 | 14 abr 2002 | Palomar          | NEAT                | —         | MPC                           |
| 241974     | 2002 HT2   | 16 abr 2002 | Socorro          | LINEAR              | —         | MPC                           |
| 241975     | 2002 JZ23  | 8 mai 2002  | Socorro          | LINEAR              | Koronis   | MPC                           |
| 241976     | 2002 JK41  | 8 mai 2002  | Socorro          | LINEAR              | —         | MPC                           |
| 241977     | 2002 JO46  | 9 mai 2002  | Socorro          | LINEAR              | —         | MPC                           |
| 241978     | 2002 JC78  | 11 mai 2002 | Socorro          | LINEAR              | —         | MPC                           |
| 241979     | 2002 JR109 | 11 mai 2002 | Socorro          | LINEAR              | —         | MPC                           |
| 241980     | 2002 JM113 | 15 mai 2002 | Palomar          | NEAT                | —         | MPC                           |
| 241981     | 2002 JZ139 | 10 mai 2002 | Palomar          | NEAT                | —         | MPC                           |
| 241982     | 2002 JX145 | 15 mai 2002 | Palomar          | NEAT                | —         | MPC                           |
| 241983     | 2002 KF    | 16 mai 2002 | Fountain Hills   | Fountain Hills Obs. | —         | MPC                           |
| 241984     | 2002 LG    | 1 jun 2002  | Palomar          | NEAT                | —         | MPC                           |
| 241985     | 2002 LC11  | 5 jun 2002  | Socorro          | LINEAR              | —         | MPC                           |
| 241986     | 2002 LA47  | 15 jun 2002 | Socorro          | LINEAR              | —         | MPC                           |
| 241987     | 2002 LB47  | 14 jun 2002 | Reedy Creek      | J. Broughton        | —         | MPC                           |
| 241988     | 2002 LZ52  | 8 jun 2002  | Socorro          | LINEAR              | —         | MPC                           |
| 241989     | 2002 LT59  | 8 jun 2002  | Socorro          | LINEAR              | Phocaea   | MPC                           |
| 241990     | 2002 NN5   | 10 jul 2002 | Campo Imperatore | CINEOS              | —         | MPC                           |
| 241991     | 2002 NK9   | 3 jul 2002  | Palomar          | NEAT                | Pallas    | MPC                           |
| 241992     | 2002 NE21  | 9 jul 2002  | Socorro          | LINEAR              | —         | MPC                           |
| 241993     | 2002 NM39  | 14 jul 2002 | Socorro          | LINEAR              | —         | MPC                           |
| 241994     | 2002 NK42  | 14 jul 2002 | Palomar          | NEAT                | Juno      | MPC                           |
| 241995     | 2002 NS43  | 9 jul 2002  | Socorro          | LINEAR              | —         | MPC                           |
| 241996     | 2002 NU59  | 8 jul 2002  | Palomar          | NEAT                | —         | MPC                           |
| 241997     | 2002 NX67  | 4 jul 2002  | Palomar          | NEAT                | —         | MPC                           |
| 241998     | 2002 NB74  | 12 jul 2002 | Palomar          | NEAT                | —         | MPC                           |
| 241999     | 2002 OT7   | 19 jul 2002 | Palomar          | NEAT                | Phocaea   | MPC                           |
| 242000     | 2002 OB12  | 18 jul 2002 | Socorro          | LINEAR              | —         | MPC                           |